# Thailandia
La Thailandia, o Tailandia (AFI: /taiˈlandja/; in thailandese ประเทศไทย, Prathet Thai ), ufficialmente Regno di Thailandia (in thailandese ราชอาณาจักรไทย, Ratcha Anachak Thai ), è uno Stato del Sud-est asiatico, confinante con il Laos e la Cambogia a est, il golfo del Siam e la Malaysia a sud, il mar delle Andamane e la Birmania a ovest. Gli abitanti, ad aprile 2021, erano circa 71 milioni. La capitale è Bangkok.
È nota anche come Siam (pron. /ˈsiam/; in thailandese สยาม; /saˈjaːm/ ), che fu il nome ufficiale del paese fino al 24 giugno 1939 e dal 1945 fino all'11 maggio 1949, data della definitiva assunzione dell'attuale denominazione.
Tra gli anni ottanta e novanta del XX secolo la Thailandia ha dato il via a un significativo processo di industrializzazione che l'ha portata ad essere una delle potenze a medio reddito tra i paesi che si affacciano sull'Oceano Pacifico, diventando uno dei paesi più potenti del Sud-est asiatico; i settori chiave dell'economia thailandese sono quello turistico, il manifatturiero e l'export.

## Etimologia del nome
La parola "Thailandia" è la traduzione del termine locale Prathet Thai, terra dei thai, in cui il termine thai significa "libero" o "indipendente" nella lingua thailandese.

## Storia

### Antichità
Ritrovamenti archeologici nel nord del paese sembrano confermare la presenza di gruppi di Homo erectus 500 000/600 000 anni fa. In un sito archeologico in provincia di Krabi sono stati trovate tracce risalenti a 27 000/38 000 anni fa che testimoniano la presenza di Homo sapiens. Tra le prove che confermano il passaggio da un'economia di caccia e raccolta a quella agricola vi sono quelle venute alla luce nel sito di Khok Phanom Di, nella Thailandia orientale, abitato tra il 2000 e il 1500 a.C. Nei secoli immediatamente successivi vi furono importanti progressi tecnologici per la fusione di rame e stagno, e successivamente del bronzo, con la progressiva affermazione di comunità sempre più evolute.
Le prime civiltà che si stanziarono nell'odierno territorio tailandese risentirono dell'influenza della cultura indiana, fra queste la federazione "pre-khmer" di Funan, che si formò circa 2.000 anni fa nel nord-est, e le città-Stato Dvaravati, fondate principalmente dal popolo mon, che nacquero attorno alla metà del I millennio nella pianura centrale con il declino di Funan e diffusero il Buddismo. I principati del Funan contribuirono alla nascita dell'Impero Khmer, nei territori dell'odierna Cambogia, che conquistò buona parte del territorio dove adesso c'è la Thailandia e diffuse nuovamente l'induismo.

### Migrazione dei popoli tai dalla Cina
Il dibattito accademico sulla provenienza dei popoli tai è ancora in corso: negli ultimi decenni, sulla base di studi linguistici, vari studiosi hanno sostenuto che i popoli tai provengono da un'area che oggi appartiene alla regione cinese del Guangxi. Sotto la spinta di altri popoli provenienti da nord, nel I millennio i tai avrebbero cominciato un processo di migrazione verso sud. Nel corso dei secoli successivi si sarebbero stabiliti in tutta l'Indocina settentrionale, arrivando fino all'odierno Stato indiano dell'Assam. Una delle prime etnie di questi popoli furono i tai yuan, fondatori nel 638 nell'odierna Thailandia del Nord del piccolo Regno di Hiran, che cadde sotto l'influenza Dvaravati. Avrebbe in seguito raggiunto l'autonomia diventando prima il Regno di Ngoenyang e, alla fine del XIII secolo, il potente Regno di Lanna. Altri tai finirono per stanziarsi nel bacino del Chao Praya, nel centro dell'odierna Thailandia.

### Regno di Sukhothai

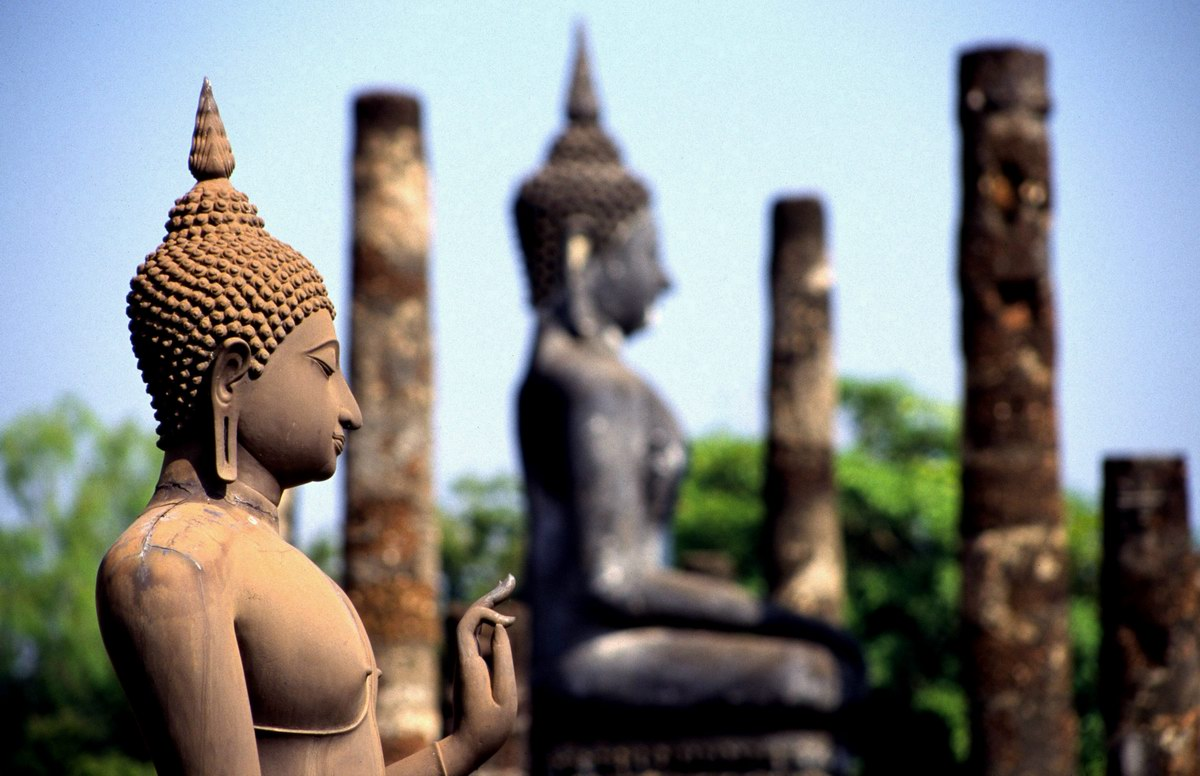
Immagine di Buddha a Wat Mahathat - Parco storico di Sukhothai.

I governatori delle province di Sukhothai e della vicina Rad, rispettivamente Pho Khun Bangklanghao e Pho Khun Phameung, si ribellarono al controllo di Lavo e dichiararono i loro territori indipendenti nel 1238. Bangklanghao si proclamò re di Sukhothai con il nome di Pho Khun Sri Indraditya e alla fine del suo regno i territori di Sukhothai comprendevano tutto l'alto bacino del fiume Chao Phraya.
I successivi sovrani Ban Mueang e soprattutto Ramkhamhaeng il Grande, che regnò dal 1279 al 1298, espansero enormemente i confini dello Stato. Venne conquistato il potente Regno di Suvarnabhumi, l'odierna Suphanburi. A sud fu conquistata buona parte della penisola malese e in particolare fu posto sotto suzeraineté il Regno di Tambralinga, ponendo fine all'egemonia dell'Impero Khmer sulla penisola che durava da oltre 150 anni. A nord-est venne sottomesso il Regno di Mueang Sua, l'odierna Luang Prabang, e a nord fu sottratta al Regno Hariphunchai l'importante municipalità di Phrae. Nei territori dell'odierna Birmania, il regno estese la sua influenza ponendo il principe Wareru di Sukhothai sul trono di Martaban, in quello che sarebbe diventato il Regno di Hanthawaddy, siglando così un'alleanza con i mon birmani.

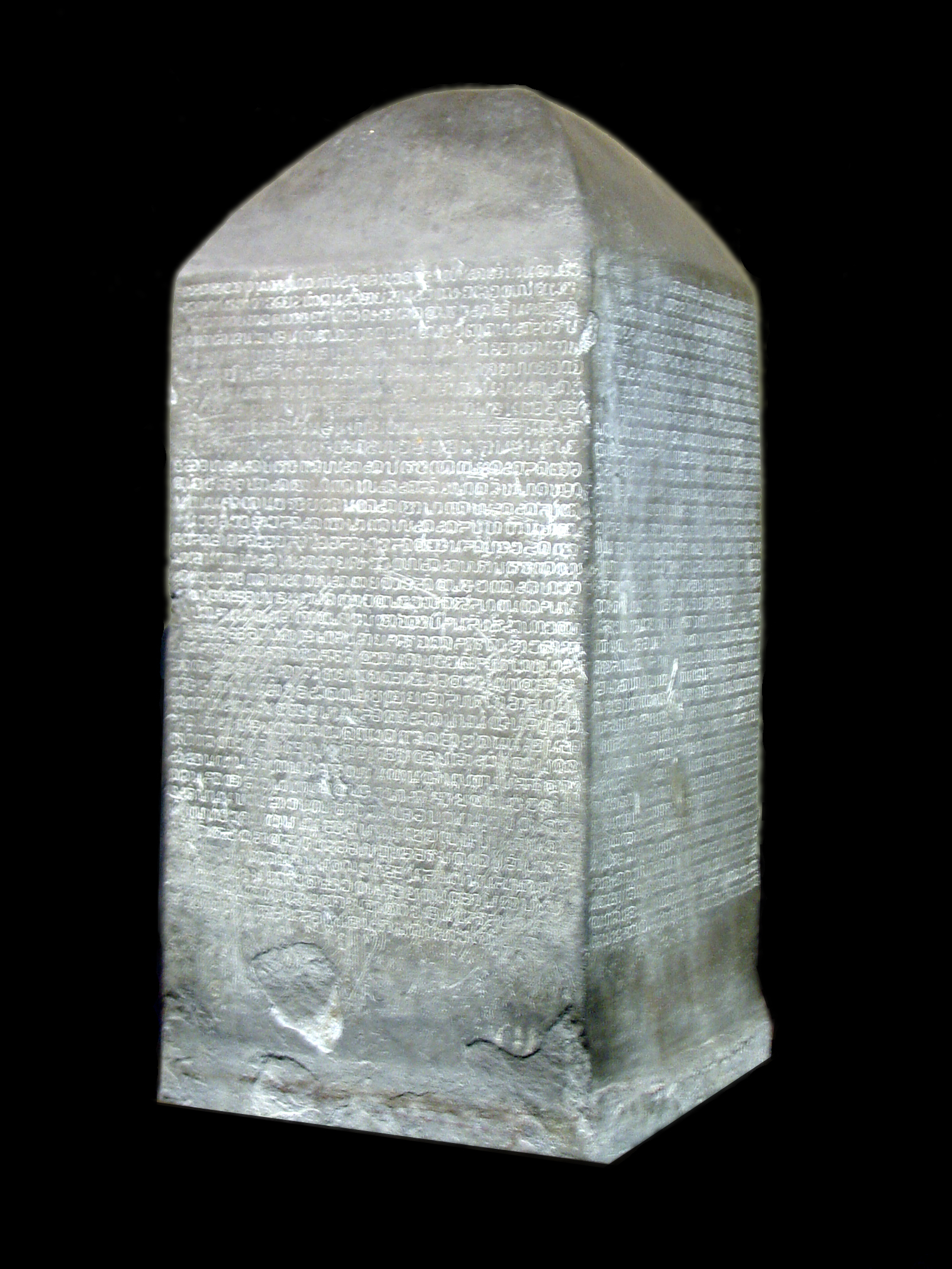
Iscrizione del re Ramkamhaeng.

Ramkhamhaeng fece predisporre nel 1283 il nuovo alfabeto siamese, che è in uso in Thailandia. La prima testimonianza di tale alfabeto è la stele di Ramkhamhaeng, scoperta nel XIX secolo, la cui originalità è però messa in dubbio da alcuni studiosi. Durante il suo regno, lo stato raggiunse il suo massimo splendore anche delle arti e dell'economia, stabilendo rapporti commerciali con l'Impero Cinese, allora retto dalla dinastia Yuan. Instaurò con altri stati un sistema di scambi commerciali esenti da tasse, il quale assicurò al paese una notevole crescita economica. Con la morte di Ramkhanhaeng, Sukhothai iniziò un irreversibile declino e diversi regni vassalli si resero indipendenti.

### Regno di Ayutthaya

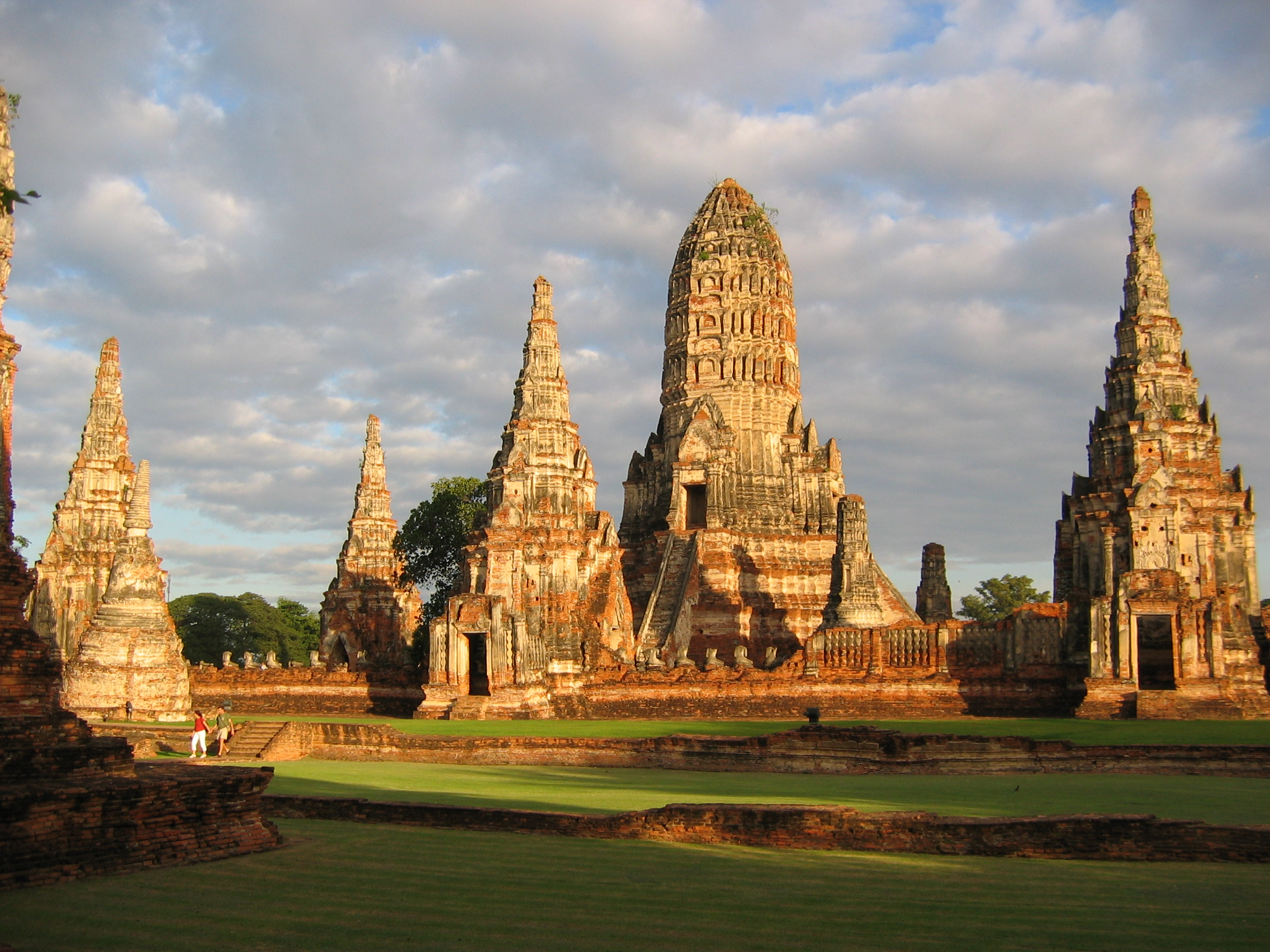
Rovine del tempio di Wat Chaiwatthanaram a Ayutthaya. Costruito nel 17 ° secolo, fu bruciato e saccheggiato nel 1767 dalle truppe birmane.

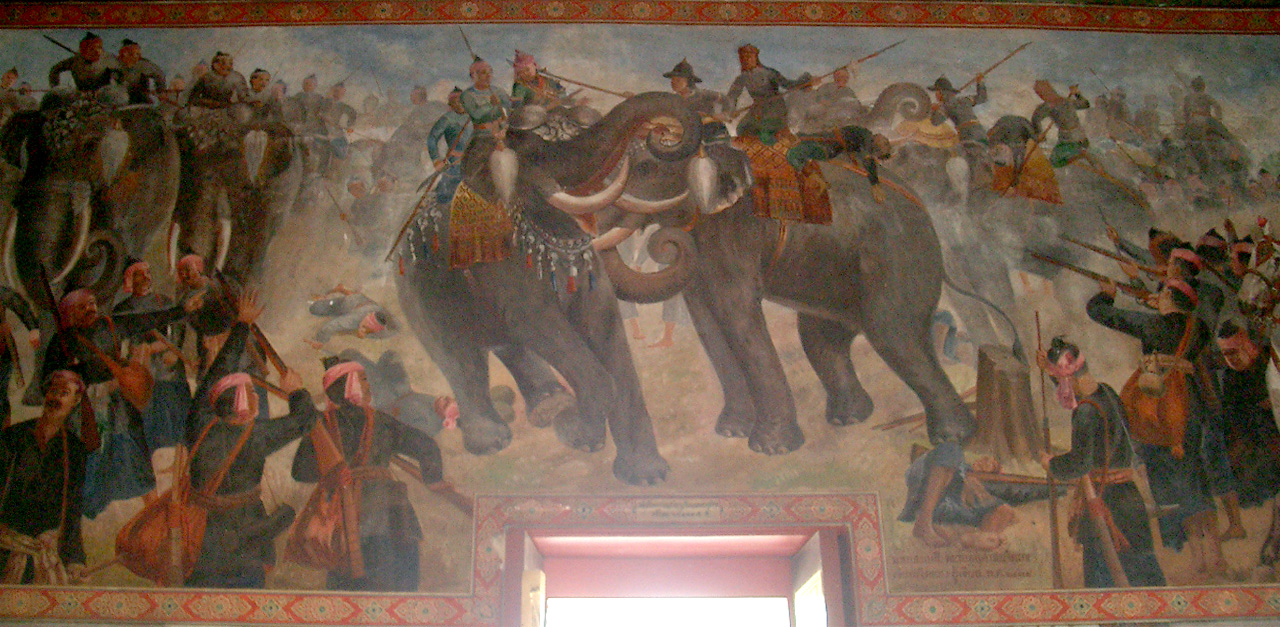
Battaglia di elefanti tra Naresuan e Mingyi Swa, guerra tra Birmania e Siam (1584-1593).

Nel 1350 il principe thai Uthong fondò il Regno di Ayutthaya, che nel 1431 saccheggiò Angkor, capitale dell'Impero Khmer, e nel 1438 annesse il Regno di Sukhothai. In questo periodo il buddhismo theravada divenne il credo predominante. Sukhothai prima, ma soprattutto Ayutthaya dopo, divennero potenze di primo piano nel Sud Est asiatico. Fiorì la raffinata cultura siamese, che risentiva delle arti indiane e khmer, la locale architettura tradizionale si sarebbe sviluppata fino all'assimilazione della cultura occidentale nel XIX secolo. Nel 1511 vi furono i primi contatti con gli europei, quando l'ambasciatore portoghese Duarte Fernandes giunse ad Ayutthaya.
La prima grande crisi del regno fu nel 1569, dopo che già nel 1551 era diventato uno stato vassallo dei re birmani della dinastia di Taungù. Il tentativo di emancipazione fu punito dal grande conquistatore birmano Bayinnaung, che aveva sottomesso in precedenza il Regno Lanna. Fu il primo a espugnare Ayutthaya e deportò l'intera famiglia reale siamese a Pegu, la sua capitale. Il trono fu affidato a Maha Thammarachathirat, re di Sukhothai e alleato di Pegu. Alla morte di Bayinnaung l'impero che egli aveva creato si sfaldò e i siamesi riacquistarono l'indipendenza con il re Naresuan.

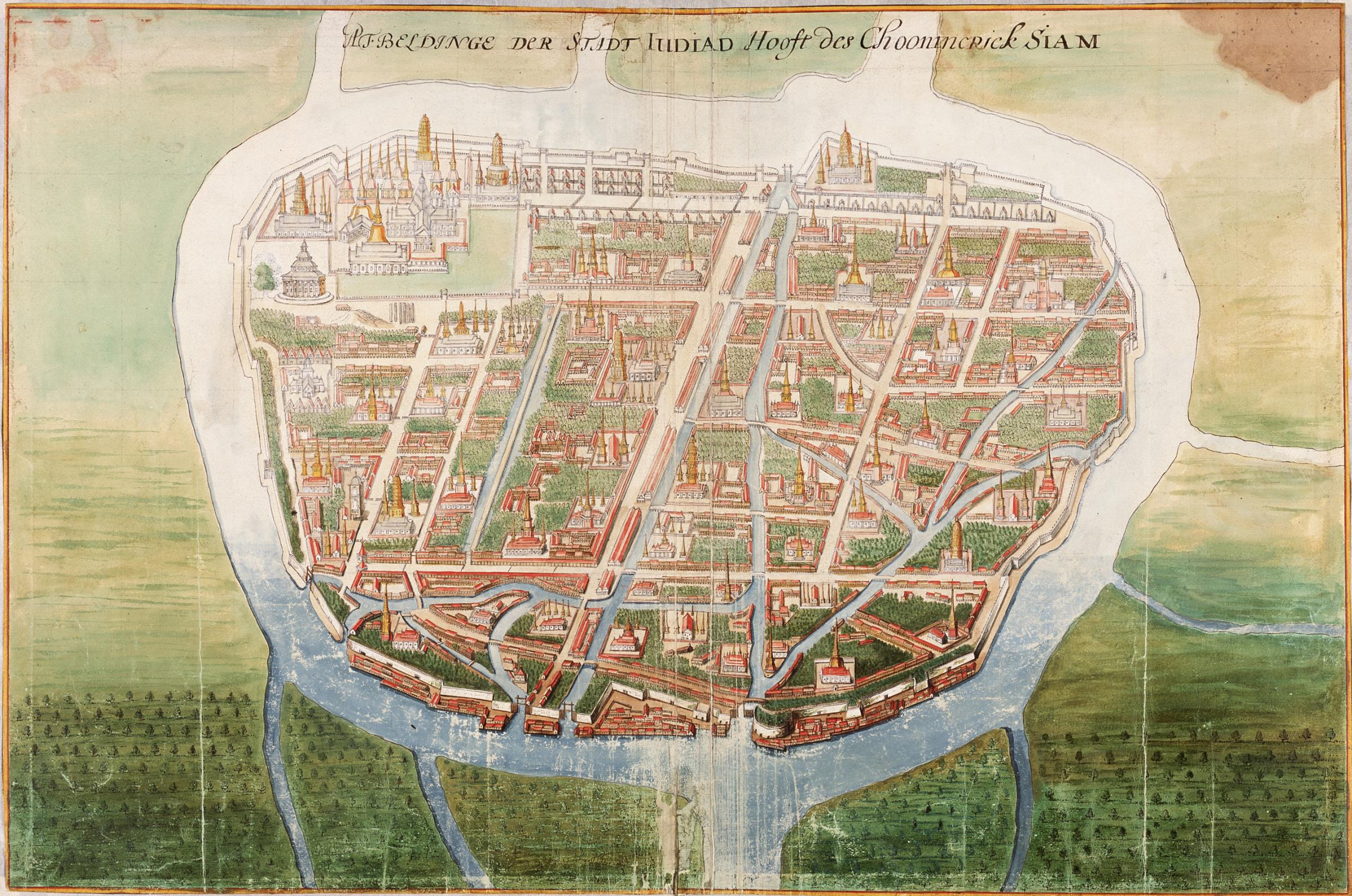
Ayutthaya nel 1686 CE

Dopo aver riacquistato l'indipendenza, il regno si arricchì grazie agli scambi commerciali, in particolare con la Cina, il Giappone, la Francia e con la Compagnia olandese delle Indie orientali. Si è stimato che Ayutthaya fosse attorno al 1700 la più popolosa città del mondo con circa un milione di abitanti. Alla crescita culturale ed economica si accompagnarono grandi progressi nel campo della medicina. Nell'era del re Narai (regno dal 1656 al 1688) aumentarono gli scambi commerciali e diplomatici con l'Occidente. Ayutthaya divenne un crocevia del commercio internazionale, in particolare gli scambi con persiani e francesi contribuirono ad arricchire il regno. Narai promosse anche le arti e accolse a corte un gran numero di importanti scrittori e poeti in un periodo dorato per la letteratura siamese.
Nei decenni successivi Ayutthaya tornò a espandersi, arrivando a occupare diversi sultanati islamici della penisola malese, alcuni porti birmani nel mar delle Andamane, penetrando in Cambogia e a nord. Conflitti interni legati principalmente alla successione al trono e un senso di appagamento per i successi passati contribuirono a fiaccare lo stato e nel 1767 Ayutthaya fu espugnata e rasa al suolo dai birmani: ebbe così fine il regno a 417 anni dalla sua fondazione.

### Regno di Thonburi
Il paese, non occupato capillarmente dai birmani impegnati a respingere le invasioni cinesi a nord, cadde nel caos e si spaccò in sei territori in mano a locali signori della guerra. Il generale Taksin dell'esercito di Ayutthaya, che si era messo in salvo rompendo l'assedio della capitale, prese il controllo della zona a est di Bangkok. Nel giro di pochi mesi riorganizzò i siamesi e riuscì a cacciare gli invasori birmani nel novembre del 1767. Date le difficoltà di ricostruire la disastrata Ayutthaya, spostò la capitale 70 km più a sud, a Thonburi, riunificò il Siam e fu incoronato sovrano del Regno di Thonburi nel 1768. Questo regno, di cui fu l'unico monarca, durò solo quindici anni. Nel periodo in cui fu re, lo Stato espanse sensibilmente la sua influenza rendendo vassalli il Regno Lanna, i regni laotiani di Champasak, Vientiane e Luang Prabang e la Cambogia. In seguito alla ribellione del re di Vientiane Anouvong, repressa nel 1829, i siamesi si annetterono i territori ad ovest del Mekong, compreso l'Isan, l'odierna Thailandia del Nordest.

### Regno di Rattanakosin

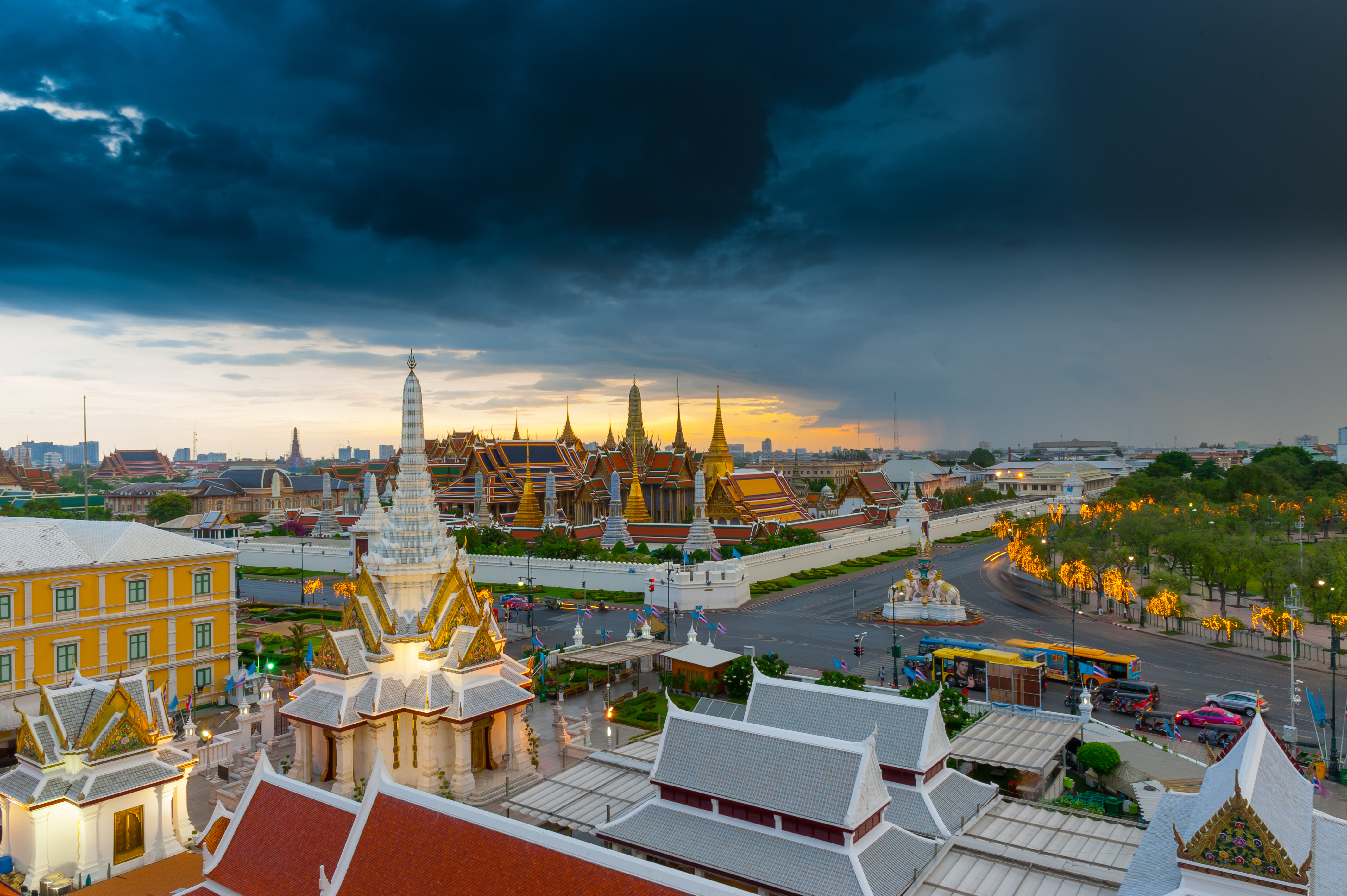
Wat Phra Kaew, architettura del periodo Rattanakosin

Nel 1782 Taksin fu rovesciato da una ribellione interna e Chao Phraya Chakri prese il suo posto. Fondò il Regno di Rattanakosin, detto anche Regno del Siam, e la dinastia Chakri che ancora oggi guida la Thailandia con re Rama X. Chao Phraya Chakri dopo la morte ricevette il nome postumo di Rama I. Spostò la capitale sulla sponda opposta del fiume, nell'allora piccolo villaggio di Bangkok, che ribattezzò Rattanakosin e trasformò in una sontuosa città, promosse la riorganizzazione dello stato e la rinascita della cultura siamese. Sia Taksin che Rama I dovettero respingere ripetute invasioni dei birmani, la più pericolosa delle quali fu la guerra dei nove eserciti (1785-1786), tante furono le armate impiegate dai birmani. L'ultima invasione birmana si ebbe con la guerra del 1809-1812, vinta dai siamesi al tempo di re Rama II.
Tutti gli stati confinanti, la Birmania (Myanmar), il Laos, la Cambogia e la Malaysia, furono in seguito oggetto della colonizzazione europea a differenza del Siam. Solamente nel 1826, grazie a un accordo commerciale, la corona britannica ottenne considerevoli privilegi, stabilendo una certa influenza sul paese, che nonostante ciò non venne mai colonizzato. Per preservare l'indipendenza i siamesi dovettero concedere diversi territori alla Francia e al Regno Unito. Laos e Cambogia, che erano stati vassalli del Siam, divennero parte dell'Indocina francese, mentre lo Stato Shan a nord entrò a far parte della Birmania colonizzata dai britannici; anche diversi sultanati tributari del Siam situati nel nord dell'odierna Malesia furono ceduti ai britannici.

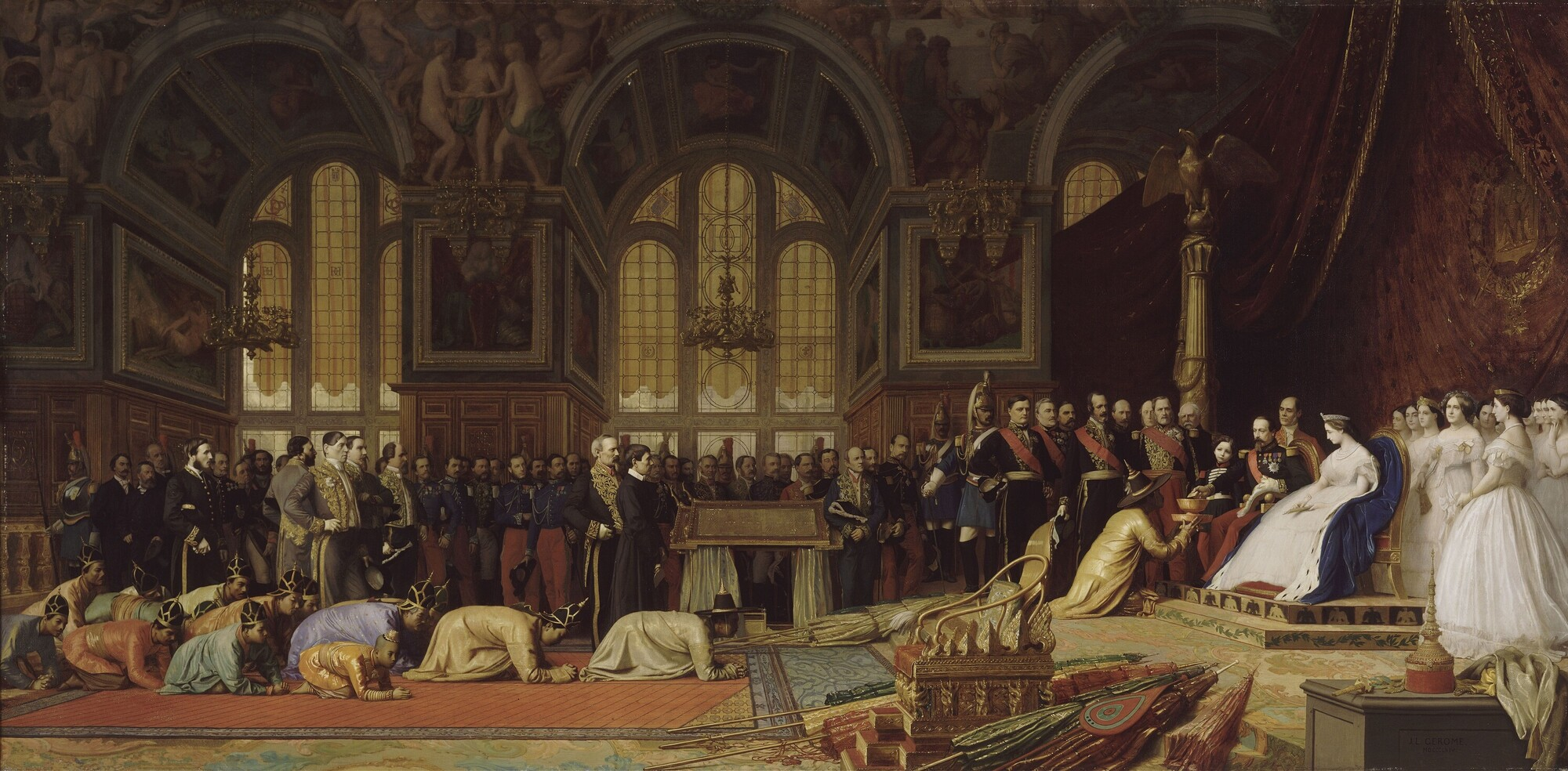
Napoleone III riceve l'ambasciata siamese nel palazzo di Fontainebleau nel 1864.

Rama IV, che regnò dal 1851 al 1868, avviò la modernizzazione del Paese con l'aiuto di alcuni consiglieri europei e il figlio Rama V (Chulalongkorn), suo successore, ne continuò l'opera rinforzando lo stato e creando solide élite. Fu grazie alla politica di questi due sovrani che il Siam mantenne l'indipendenza. 
Rama V, proseguì l'opera di modernizzazione del paese e fu il primo monarca thai a compiere viaggi in Europa. Nei primi anni di regno accentrò su di sé il potere, con l'aiuto dei molti fratelli, mettendo in disparte l'aristocrazia che nei decenni precedenti aveva assunto eccessiva importanza. Riformò radicalmente l'amministrazione, scegliendone i dirigenti, e mosse i primi passi verso la centralizzazione dello Stato con l'istituzione dei monthon, suddivisioni politico-amministrative governate da speciali commissari nominati dal monarca i quali gradualmente sostituirono i vecchi governatori provinciali e i sovrani tributari locali, entrambi tradizionalmente al potere per aver ereditato la carica.
Introdusse nuovi sistemi educativi e legislativi di stile europeo e nel 1905 dichiarò illegale la schiavitù, pratica che rendeva il Siam agli occhi degli europei uno stato retrogrado. Furono riorganizzate le forze armate. Fece costruire importanti infrastrutture, tra cui la prima ferrovia, e fece cambiare l'aspetto architettonico della capitale assumendo tecnici italiani. Durante la prima guerra mondiale il 22 giugno 1917 la Thailandia dichiarò guerra all'impero austro-ungarico e all'impero tedesco, ottenendo così un posto tra i paesi vincitori.

### La monarchia costituzionale e il potere ai militari
Le grandi spese per modernizzare il paese e la grave depressione che seguì il crollo di Wall Street del 29 ottobre 1929 diedero il via a un periodo di instabilità politica. Durante il regno di Rama VII, il colpo di Stato del 1932 pose fine alla monarchia assoluta e diede inizio alla monarchia costituzionale. Nel 1935, il re abdicò in forte contrasto con il governo dei militari, che a suo dire utilizzavano il potere in maniera autocratica senza badare alla voce del popolo.
Con il nuovo re Rama VIII che aveva solo 9 anni, furono nominati dei reggenti e il potere passò nelle mani dei militari; in particolare fu il nazionalista Plaek Phibunsongkhram che monopolizzò la scena politica fino al 1957, quando accusato di frode fu esiliato in Giappone. Con l'avvento dei militari ebbe inizio una lunga serie di colpi di Stato che tuttora mettono in pericolo l'unità del paese, rimasto comunque compatto nell'amore per la casa reale. Il 24 giugno 1939 il Siam cambiò il nome in Thailandia, che vuol dire "Terra degli uomini liberi". Il cambio del nome fu voluto dai militari nazionalisti che erano al potere e che vedevano di cattivo occhio la provenienza cinese del nome Siam.

### Epoca contemporanea
Durante la seconda guerra mondiale, la Thailandia si schierò a fianco delle potenze dell'Asse e, approfittando dell'occupazione tedesca della Francia, nell'ottobre del 1940 intraprese la guerra franco-thailandese contro l'Indocina francese. Dopo sei mesi di combattimenti fu siglata la pace e, con l'intermediazione dei giapponesi, il 9 maggio 1941 la Thailandia si vide riconosciuti alcuni dei territori ceduti ai francesi da Rama V a inizio secolo. Con la sconfitta del Giappone dovette però restituire questi territori nel novembre del 1947. Verso la fine del conflitto, le cui sorti stavano premiando gli sforzi alleati, il movimento nazionale anti-giapponese Seri Thai costrinse Phibunsongkhram alle dimissioni da primo ministro, dando il via ad un periodo democratico nel Paese, che riprese il nome Siam nel 1945. In seguito, il dittatore uscì indenne dai processi per crimini di guerra.
Nel 1946 morì in circostanze misteriose a Bangkok Rama VIII e ascese al trono il giovane fratello Bhumibol Adulyadej Rama IX, che nel corso degli anni avrebbe acquisito notevole prestigio sia interno sia internazionale e che assicurò al Paese una certa stabilità politica anche nei momenti di maggiore turbolenza. Nel 1947 un colpo di Stato organizzato da Phibunsongkhram depose il primo ministro, un ufficiale di Marina già nel movimento anti-giapponese Seri Thai, e rimise al potere le vecchie gerarchie militari dell'anteguerra. L'8 aprile 1948 Phibunsongkhram ottenne il suo secondo mandato di primo ministro e l'11 maggio 1949 il Paese riprese il nome di Thailandia.

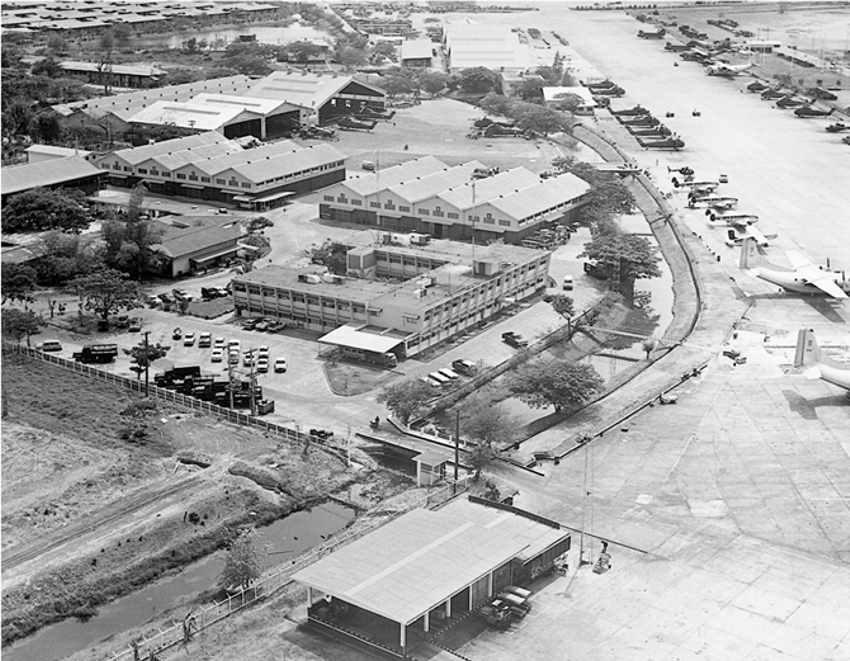
Sede Air America a Udon Thani, c. 1967

Con il consolidarsi della guerra fredda, negli anni successivi fu sviluppata la collaborazione con il governo degli Stati Uniti sia in funzione anticomunista, concedendo l'utilizzo delle strutture aeroportuali all'aeronautica americana per le sue missioni nel Laos e nel Vietnam del Nord, sia in campo economico, con forti investimenti statunitensi nel Paese. La guerriglia comunista antigovernativa in Thailandia nacque negli anni sessanta e fu stroncata dall'esercito negli anni ottanta. Particolarmente brutale fu la repressione del movimento studentesco, che avvenne dopo tre anni di governo democratico. Il feroce massacro dell'Università Thammasat, compiuto contro i manifestanti il 6 ottobre 1976, provocò la morte di oltre 100 persone (46 secondo la polizia di Bangkok) e il ferimento e l'arresto di molte altre. Nella stessa giornata vi fu un nuovo colpo di Stato che rovesciò il governo del Partito Democratico e consegnò il potere all'ala estrema dei nazionalisti filo-monarchici.
All'inizio degli anni ottanta prese il potere una fazione dell'esercito vicina al re, ma di natura più democratica. Il nuovo governo contribuì alla pacificazione nazionale, concedendo l'amnistia ai ribelli comunisti che abbandonavano la lotta armata e promuovendo l'economia, facendo diventare la Thailandia una delle tigri asiatiche del settore. Un nuovo colpo di Stato dell'ala reazionaria dell'esercito pose fine nel 1991 alla riconciliazione nazionale. Un'imponente dimostrazione anti-governativa nel 1992 portò a un nuovo massacro della folla conosciuto come maggio nero, in cui persero la vita 52 persone e molte furono torturate o fatte scomparire. L'intervento del re pose fine alla rivolta e il governo golpista rassegnò le dimissioni, consegnando il potere a un esponente del Partito Democratico.
I conservatori del Partito della Nuova Aspirazione vinsero le elezioni del 1996 ma l'anno successivo furono travolti dalla crisi finanziaria asiatica. Il governo tornò al Partito Democratico di Chuan Leekpai, che ottenne un finanziamento dal Fondo Monetario Internazionale e stabilizzò la valuta.

#### XXI secolo

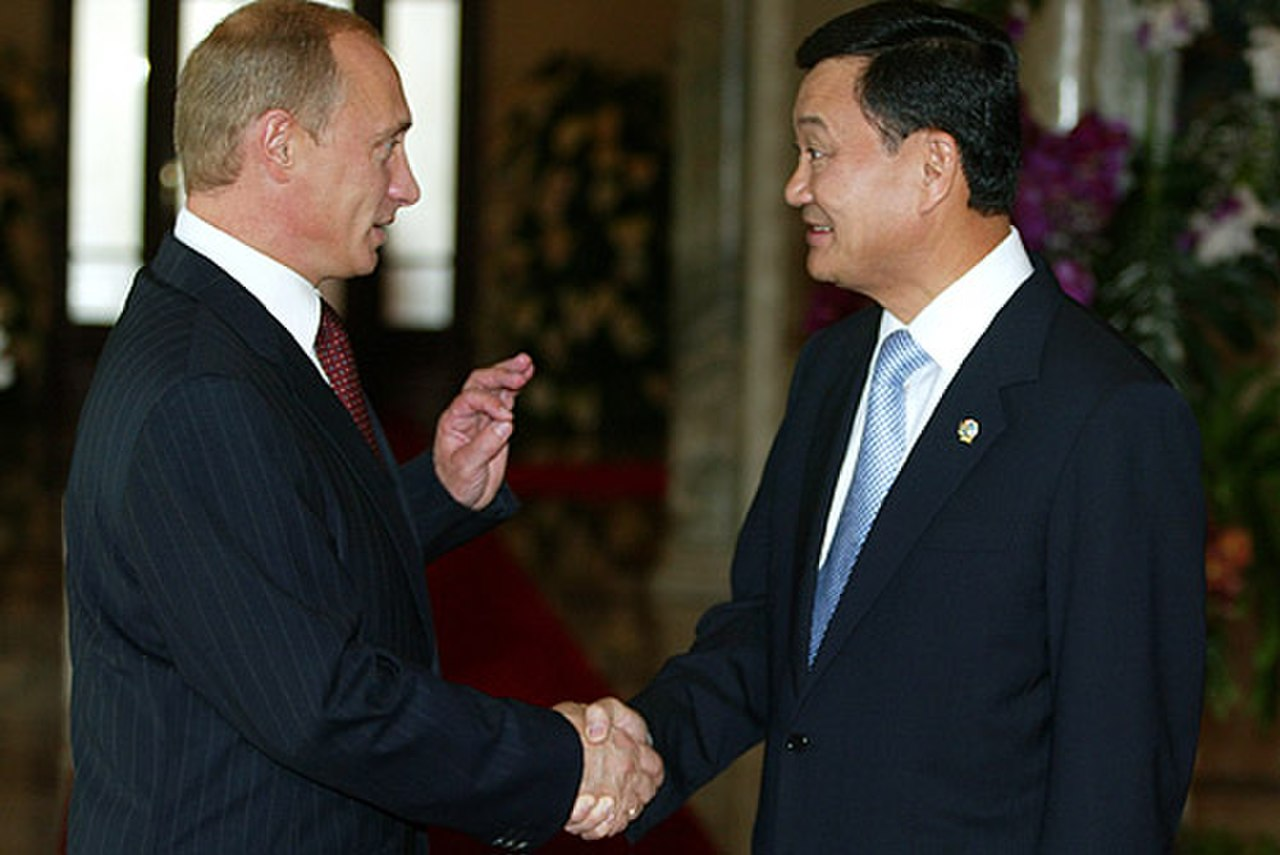
Thaksin Shinawatra e Vladimir Putin, APEC 2003

Nel 2001, con la vittoria nelle elezioni del partito di Thaksin Shinawatra, i militari persero il controllo dei poteri legislativo ed esecutivo, questo portò a una frattura tra la popolazione e a una radicalizzazione dello scontro fra i sostenitori del nuovo governo da una parte, entusiasti per le riforme populiste di Thaksin in favore dei poveri, e i conservatori dall'altra, guidati dai vertici delle forze armate, dalla nobiltà e dalla ricca borghesia. Questi ultimi si trovarono a pagare il prezzo maggiore per le riforme di Thaksin e cominciarono a opporsi con vigore al governo.
Il 26 dicembre 2004 un terremoto con epicentro a Sumatra (Indonesia) provocò uno tsunami che raggiunse le isole e le coste thailandesi causando oltre 5 000 vittime nel Paese e centinaia di migliaia in tutto il mondo. L'accentuarsi dell'instabilità politica sfociò nel nuovo colpo di Stato del settembre 2006. La presa del potere da parte dei militari avvenne senza vittime, con l'assenso del re e di una larga parte della popolazione. Il primo ministro Thaksin fu incriminato con diverse accuse, tra cui la corruzione e il conflitto di interessi, e fu costretto a rifugiarsi in esilio all'estero. Durante il suo mandato Thaksin si era creato un grande seguito, promuovendo iniziative in favore della popolazione, tanto che nelle elezioni del dicembre 2007 vinse il Partito del Potere Popolare del suo alleato Somchai Wongsawat. Ebbe inizio una lunga serie di proteste da parte dei conservatori e monarchici; nel novembre dell'anno successivo gli oppositori al governo provocarono gravi disordini e in segno di protesta occuparono l'aeroporto di Bangkok causando pesanti disagi. Il 2 dicembre 2008 la Corte costituzionale riconobbe il partito di maggioranza colpevole di brogli e lo sciolse, bandendo per cinque anni dalla vita politica Somchai Wongsawat e altri capi del partito.
Il potere rimase nelle mani di un partito controllato dai militari, ma visto che questo cambio al vertice avvenne per via gerarchica e non attraverso regolari elezioni, i sostenitori di Thaksin del Fronte Unito per la Democrazia contro la Dittatura non si diedero per vinti. Nel 2010 provocarono l'acutizzarsi della grave crisi politica reclamando maggiori diritti, libertà e giustizia sociale, ma soprattutto la fissazione di nuove elezioni. Le massicce manifestazioni di aprile vennero brutalmente represse dall'esercito e i violentissimi scontri provocarono 91 morti, buona parte dei quali tra le camicie rosse.

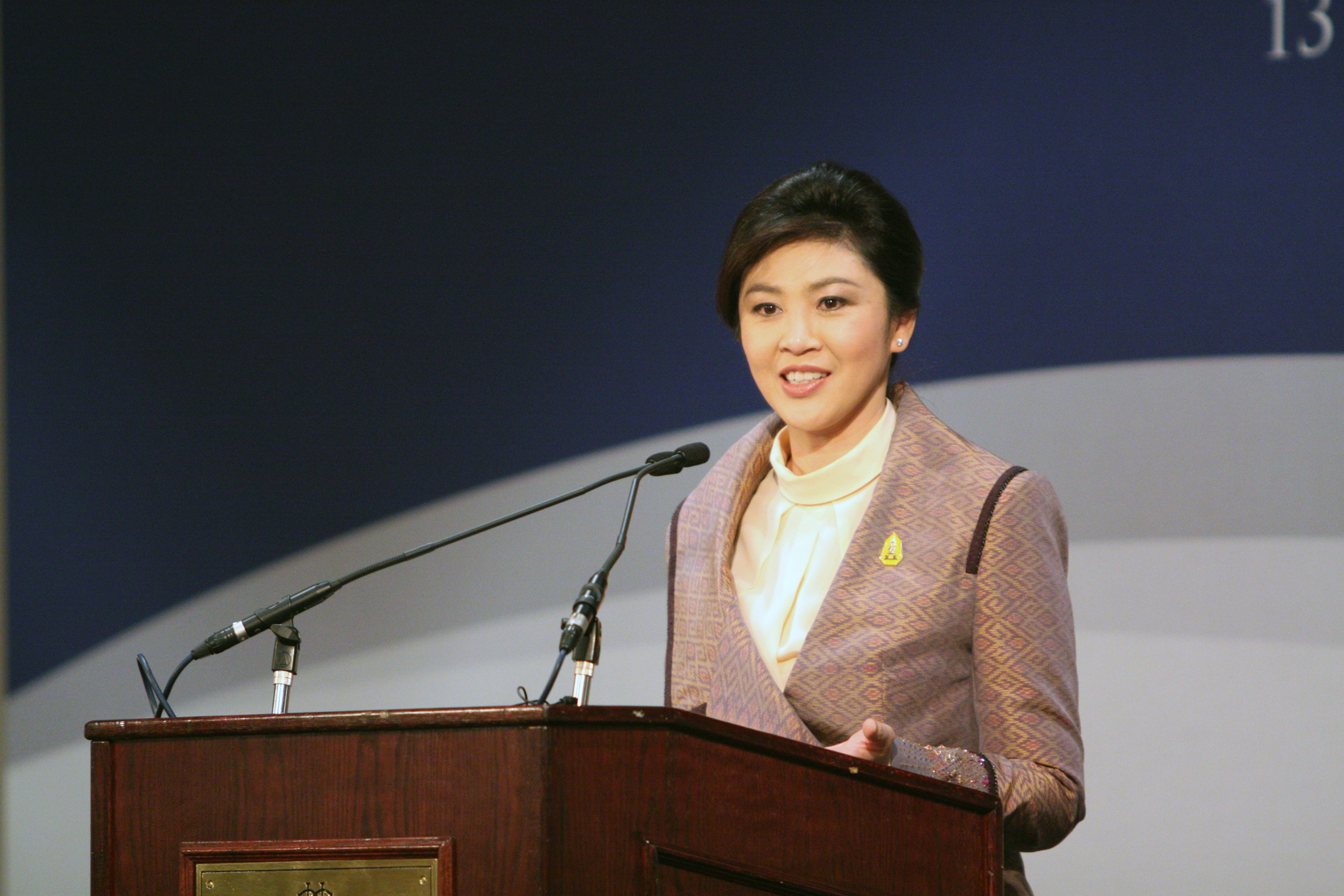
Yingluck Shinawatra è nel 2011 la prima donna a diventare primo ministro in Thailandia.

Le elezioni si tennero nel 2011 e videro il largo successo del partito di opposizione Pheu Thai, guidato da Yingluck Shinawatra, sorella minore di Thaksin, che divenne il nuovo primo ministro in un governo di coalizione. Dopo alcuni mesi di dure proteste anti-governative, che chiedevano le dimissioni del primo ministro perché rappresentava gli interessi del deposto fratello, nel maggio del 2014 Yingluck e altri ministri del suo governo furono destituiti dalla Corte Costituzionale con l'accusa di "abuso del potere politico a fini personali".
Il 20 maggio 2014 l'esercito dichiarò la legge marziale a cui fece seguito il colpo di Stato militare del 22 maggio. La costituzione fu soppressa, il governo ad interim venne sciolto, entrò in vigore il coprifuoco e i dimostranti di entrambi gli schieramenti furono dispersi. L'intervento militare avvenne dopo che, a partire dall'inizio delle proteste, 28 persone avevano perso la vita in scontri e attentati collegati alle proteste. Fu il 19º tentativo di colpo di Stato nel Paese dopo l'istituzione della monarchia costituzionale nel 1932.

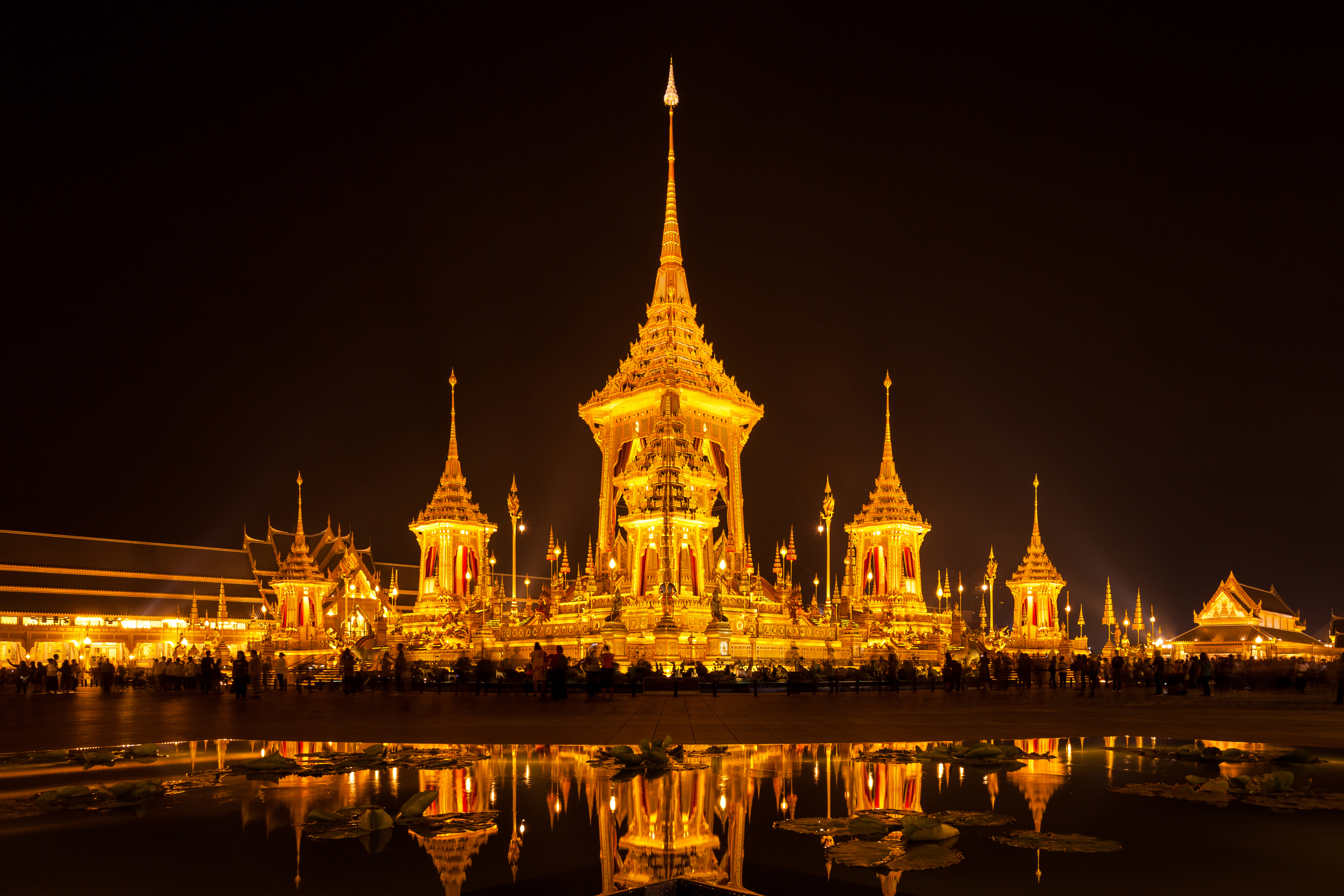
Crematorio di re Rama IX di notte

Il 23 maggio, il comandante in capo dell'esercito Prayut Chan-o-cha, guida del colpo di Stato, si autoproclamò primo ministro ad interim della Thailandia e iniziò subito a esercitare una ferrea repressione sulle opposizioni. Nonostante le sollecitazioni della comunità internazionale, il regime militare rifiutò di concedere nuove elezioni fino al 2019. Con la morte di re Rama IX il 13 ottobre 2016, salì al trono il figlio Vajiralongkorn (Rama X), che fin dall'inizio del suo regno esercitò la propria influenza nelle vicende interne thailandesi imponendo i propri voleri alla giunta militare, che fu visto come il tentativo di rafforzare il prestigio della monarchia secondo uno stile di stampo assolutista, al contrario di quanto aveva fatto il padre Rama IX nei rapporti con le giunte militari. Il 6 aprile 2017 Vajiralongkorn controfirmò la nuova Costituzione (la 20ª da quando fu introdotta la monarchia costituzionale nel 1932) che aumentò i poteri dei militari e della Corte costituzionale in ambito politico per prevenire il ritorno al potere di Thaksin Shinawatra e dei suoi alleati.
Nel 2018 l'Agenzia della Proprietà della Corona annunciò che la proprietà dei beni della Casa reale, fino ad allora considerati un patrimonio nazionale, era stata trasferita a Vajiralongkorn, che diventò così uno dei sovrani più ricchi del mondo. Le elezioni del 2019 si svolsero secondo quanto disposto dalla Costituzione, con i 250 membri del Senato scelti dalla giunta militare. Questa e altre circostanze maturate nel corso delle consultazioni sollevarono pesanti critiche contro la giunta. La coalizione guidata dal Partito Palang Pracharath organizzato dai militari e capeggiato da Prayut si assicurò la maggioranza dei seggi alla Camera anche in virtù del discutibile modo in cui vennero gestite da funzionari nominati dalla stessa giunta militare. Il nuovo Parlamento elesse Prayut primo ministro. Alle elezioni ebbe grande successo il Partito del Futuro Nuovo soprattutto tra i giovani, ponendosi in conflitto con i militari al potere, ma fu disciolto nel febbraio 2020 con una sentenza della Corte costituzionale.
L'evento scatenò la reazione popolare ed ebbero inizio una serie di manifestazioni anti-governative, le più grandi dal colpo di Stato del 2014. Le richieste dei dimostranti inclusero una radicale riforma della monarchia con pesanti tagli ai privilegi del re, un evento senza precedenti nella storia del Paese. I dimostranti richiesero inoltre che avesse fine il connubio tra le forze armate e la monarchia per avere una democrazia reale. Il governo di Prayut reagì emanando un severo stato di emergenza e reprimendo le pacifiche manifestazioni. Le proteste proseguirono con varie ondate nel 2021 ed ebbero fine verso fine anno dopo che fu reintrodotta la severa legge sulla lesa maestà, con la quale furono incarcerati molti del leader dei dimostranti.
In Thailandia, come negli altri paesi dell'area, è tuttora in vigore la pena di morte per l'omicidio, per il traffico di droga e per altri reati gravi. Un reato che viene punito con particolare durezza è quello di lesa maestà, che prevede pene dai 3 ai 15 anni di carcere per ogni singolo "insulto" a un membro della casa reale.
La gloria del sovrano è particolarmente percepita dagli spettatori cinematografici, considerato che in Thailandia «ogni proiezione è preceduta dall'inno nazionale, colonna sonora di un filmato sul re che il pubblico deve seguire in piedi».

## Geografia
Con i suoi 513 120 km² di superficie, la Thailandia è il 51º stato del mondo per estensione. È paragonabile per dimensioni alla Spagna.

### Idrografia
Il paese è sede di distinte regioni geografiche. La Thailandia del Nord è montuosa e ospita il Doi Inthanon, il rilievo più alto del paese con i suoi 2.576 metri; una serie di catene montuose e il fiume Saluen la separano a ovest dalla Birmania, il fiume Mekong fa da confine a nordest con il Laos. La Thailandia del Nordest, chiamata anche Isan, è costituita dall'altopiano di Khorat; anch'essa è separata dal Laos a nord e a est dal Mekong, mentre una serie di basse catene montuose ne segnano i confini meridionale e occidentale. A sud dell'Isan, la catena dei monti Dângrêk segna il confine con la Cambogia.
Il centro della nazione è dominato dalla valle in gran parte pianeggiante del fiume Chao Phraya, che si getta nel golfo del Siam; la parte occidentale è contrassegnata da catene montuose che fanno da confine con la Birmania e quella orientale dai Monti dei Cardamomi, che demarcano il confine con la Cambogia. La Thailandia del Sud si estende lungo la penisola malese, che è attraversata dalla catena dei monti del Tenasserim e ha il suo punto più stretto nell'istmo di Kra, nei pressi di Ranong, dove termina a sud il confine tra la Thailandia e la Birmania.
Sul golfo del Siam e sul mare delle Andamane sono presenti molte isole dotate di attrezzature turistiche all'avanguardia, che rappresentano una delle principali fonti di ricchezza del paese. Oltre alla capitale Bangkok, tra le città più popolose e importanti vi sono Nonthaburi, Pak Kret, Nakhon Ratchasima, Chiang Mai, Hat Yai, Udon Thani, Khon Kaen, Ubon Ratchathani, Nakhon Si Thammarat, Nakhon Sawan, Nakhon Pathom, Phitsanulok, Pattaya, Songkhla, Surat Thani, Città di Phuket e Chiang Rai.

### Clima
Il clima della Thailandia è di tipo tropicale e caratterizzato dalla presenza dei monsoni. La particolare forma geografica del paese che si sviluppa in senso meridiano crea diversi microclimi e le temperature variano in ragione delle zone. In generale la stagione fresca va da metà ottobre a gennaio con il manifestarsi del monsone asciutto e freddo di nordest e temperature che a nord arrivano a toccare anche lo zero. La stagione calda intercorre tra febbraio e aprile con temperature che arrivano a 40 °C. La stagione delle piogge, determinata dal monsone sud-occidentale, ha inizio tra maggio e giugno e termina a ottobre/novembre. Nelle aree meridionali, più calde e umide, la stagione fredda è più breve; il monsone che soffia sulle coste del Mar delle Andamane fa sì che le piogge terminino un paio di mesi dopo rispetto al resto del Paese.

### Flora e fauna

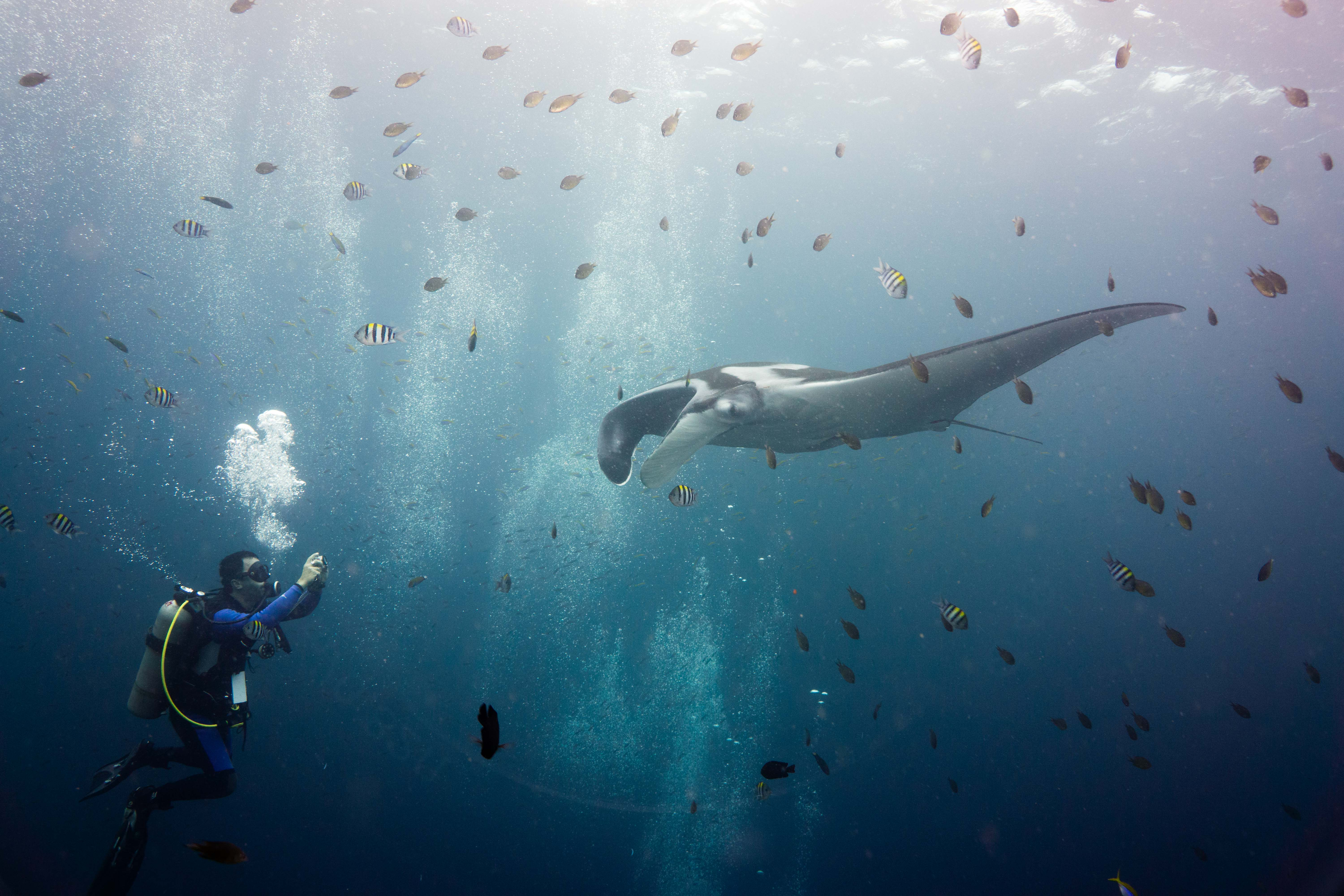
Manta birostris, Isole Phi Phi.

La Thailandia è un paese di foreste, praterie disseminate da arbusti e aree umide paludose costellate da loti e ninfee. A partire dalla metà del XX secolo, la superficie totale del paese occupata dalle foreste è diminuita da oltre la metà a meno di un terzo. L'abbattimento delle foreste per creare terreni agricoli (comprese piantagioni di alberi), l'eccessivo sfruttamento del legname, e la scarsa gestione delle risorse sono state le cause principali di questo declino. Le foreste sono costituite soprattutto da essenze dure quali il teak e da specie della famiglia Dipterocarpaceae, sfruttate sia per il legname che per la resina. Come altrove nel Sud-est asiatico, sono comuni palme, rattan e molti tipi di felci. Dove le foreste sono state abbattute e non ripiantate, si è sviluppata una crescita secondaria di erbe e arbusti che spesso limita l'utilizzo del suolo per l'agricoltura. Loti e ninfee costellano la maggior parte degli stagni e delle paludi di tutto il paese.

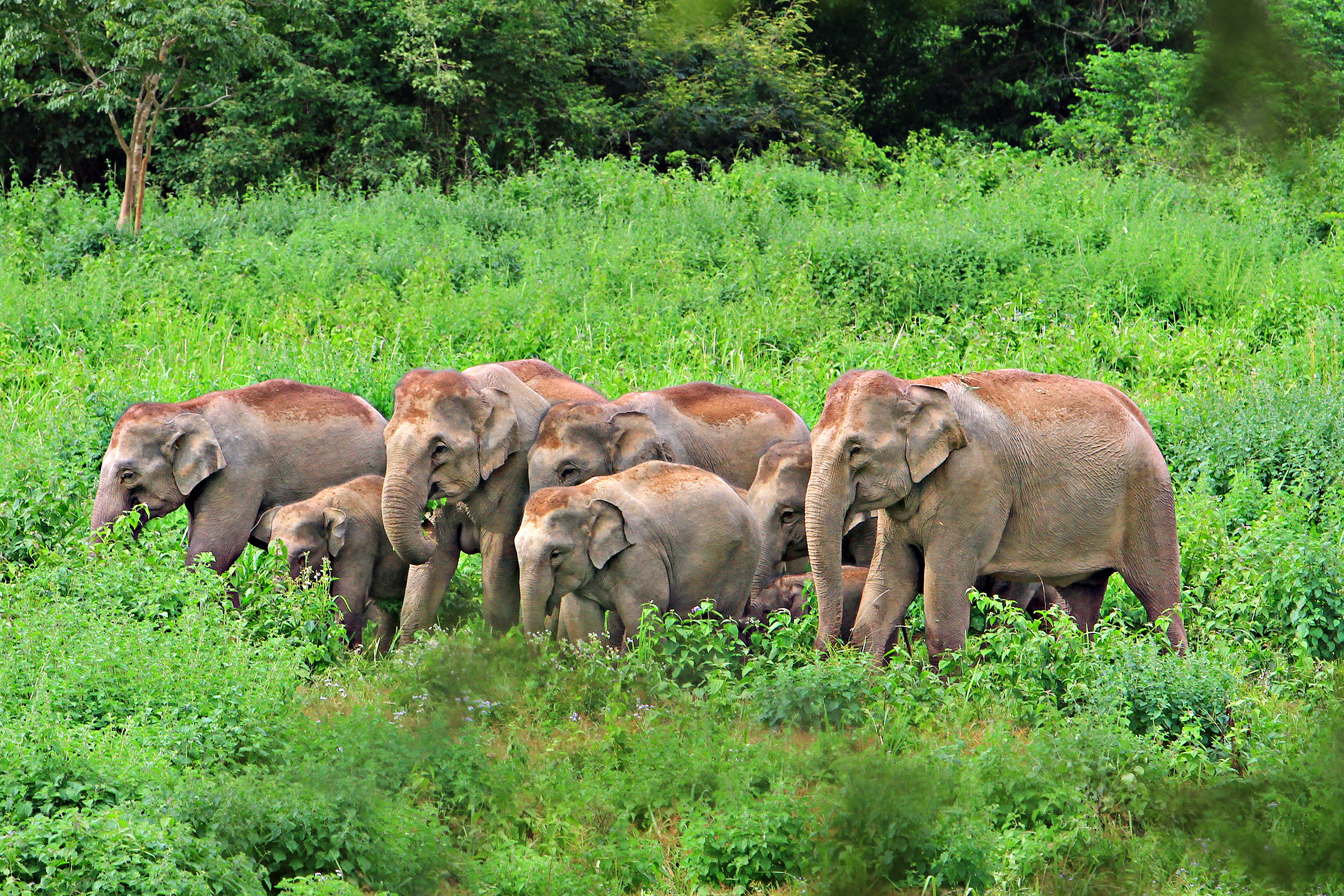
Elefanti, Prachuap Khiri Khan.

La rapida deforestazione, assieme al notevole aumento della richiesta di animali esotici, si è rivelata deleteria per la fauna selvatica. Rinoceronti e tapiri, un tempo diffusi in molte parti del paese, sono pressoché scomparsi del tutto, così come le mandrie di elefanti selvatici. Una sorte simile è toccata ai gibboni e ad alcune specie di scimmie ed uccelli. Nonostante siano stati effettuati seri sforzi per impedire la vendita illegale di specie minacciate, essi hanno avuto solo un successo limitato. Come per altre normative sulla conservazione, che hanno una lunga storia in Thailandia, è stato difficile attuare e far rispettare tali leggi.
Un tempo le acque della Thailandia, sia di acqua dolce che marine, abbondavano di pesci, nonché di gamberetti, gamberi e granchi di mare, ma il loro numero è rapidamente precipitato a causa della pesca eccessiva e della distruzione dei loro habitat naturali. Molti dei gamberetti e dei gamberi che vengono venduti nei mercati locali o esportati provengono da appositi allevamenti. Oggi, è più facile vedere un serpente, tra cui cobra reali e alcune specie di velenosi serpenti d'acqua, nelle fattorie piuttosto che in natura, nonostante siano ancora comuni. Lo stesso discorso è valido anche per i coccodrilli, ancora presenti in natura nel sud del paese.

## Popolazione

### Demografia
La Thailandia aveva una popolazione di 66.558.935 persone secondo una stima del 2019, in gran parte concentrata nelle aree rurali di coltivazione del riso delle regioni centrali, nord-orientali e settentrionali. Secondo il censimento del 2010, circa il 45,7% della popolazione thailandese viveva nelle aree urbane, soprattutto nella Regione metropolitana di Bangkok.
Il programma di pianificazione familiare sponsorizzato dal governo thailandese ha provocato un drammatico declino del tasso di crescita della popolazione, passato dal 3,1% nel 1960 a circa lo 0,4% del 2010. Nel 1970, una famiglia thailandese era composta in media da 5,7 persone, secondo il censimento del 2010, la dimensione media della famiglia thailandese era di 3,2 persone.

### Etnie

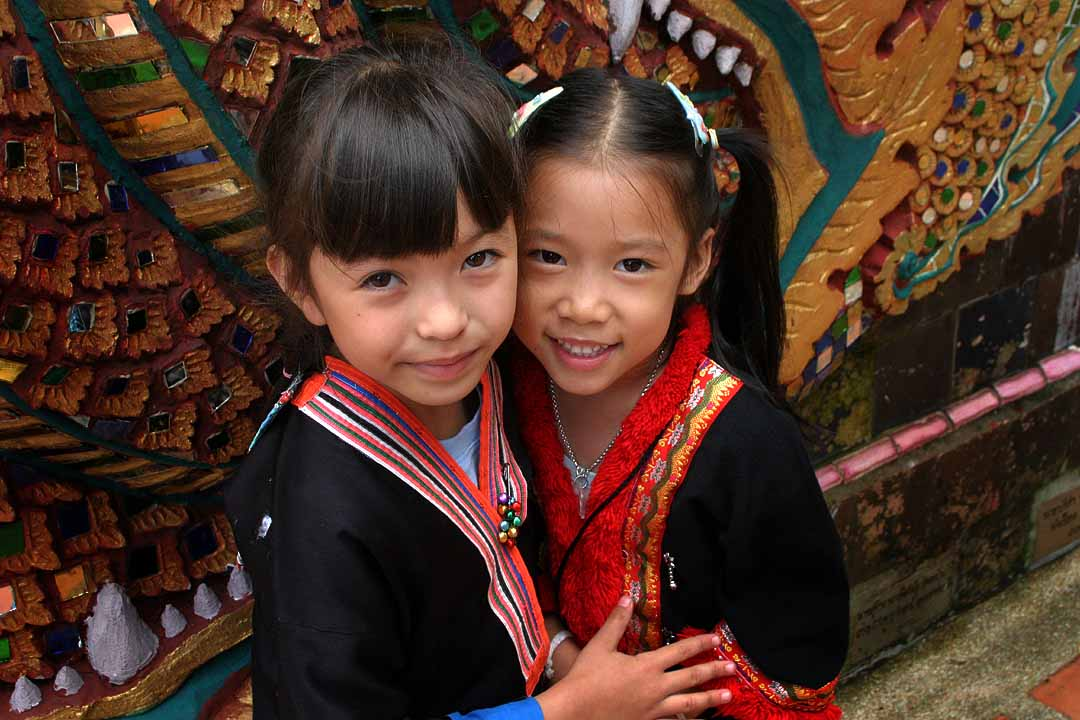
Bambine delle tribù della collina nel nord-est della Thailandia

L'etnia thai fa parte della grande famiglia dei popoli tai i cui stanziamenti si estendevano dall'Assam all'isola di Hainan, e dal Sichuan al sud dell'odierna Thailandia. Ne fanno parte anche gli ahom nell'Assam, gli shan nella Birmania nord-orientale, i lao in Laos e nella Thailandia nord-orientale, i tày in Laos e Vietnam, i nung in Vietnam, e i dai e gli zhuang in Cina. Questi popoli hanno in comune l'origine della lingua, alcune tradizioni e feste, e professano quasi tutti il buddhismo theravada.
Il popolo thai si suddivide in quattro grandi sottogruppi: thai centrali, nord-orientali (anche detti "Isan"), settentrionali e meridionali. I thai centrali hanno a lungo dominato il paese dal punto di vista politico, economico e culturale, pur rappresentando solo 1/3 circa dell'intera popolazione ed essendo così di poco superati in numero dai thai nord-orientali, che conservano buona parte di lingua, dialetti e cultura del Laos da dove provenivano i loro antenati. A seguito dei processi di scolarizzazione e di formazione di un'identità nazionale, oggi gran parte degli abitanti della Thailandia parla, accanto alle proprie lingue o dialetti locali, anche la lingua thailandese ufficiale che è quella dei thai centrali.
La principale minoranza non appartenente ai popoli tai è rappresentata dai cinesi, che a partire dalla fine del XVIII secolo migrarono in numero crescente in Siam dando vita a nuove redditizie imprese, diventando i pionieri del libero mercato e assumendo gradatamente un ruolo dominante nell'economia nazionale. Si integrarono con la società siamese anche grazie a matrimoni misti sino-thai, arrivando a imparentarsi con la famiglia reale e a fondare dinastie di nobili e di imprenditori. Da un lato i cinesi si sono assimilati alla cultura thailandese (anche tra le fasce medie e meno abbienti della popolazione) e dall'altro hanno introdotto nella cultura thai elementi della propria tradizione lavorativa, religiosa, artistica, culinaria ecc. I sino-thai hanno mantenuto e in seguito aumentato il proprio potere superando i problemi derivati dalle istanze nazionalistiche e anti-cinesi della prima metà del XX secolo in Thailandia. Uno dei principali luoghi dove sono concentrati i thai-cinesi è la zona di Yawarat, la Chinatown di Bangkok.
Altri gruppi etnici minoritari sono i malesi nella Thailandia del Sud, i mon, i khmer lungo le aree di confine con la Cambogia e diverse tribù delle colline. Con la fine della guerra in Vietnam, molti vietnamiti trovarono rifugio in Thailandia, specie nelle regioni nord-orientali.

### Religione

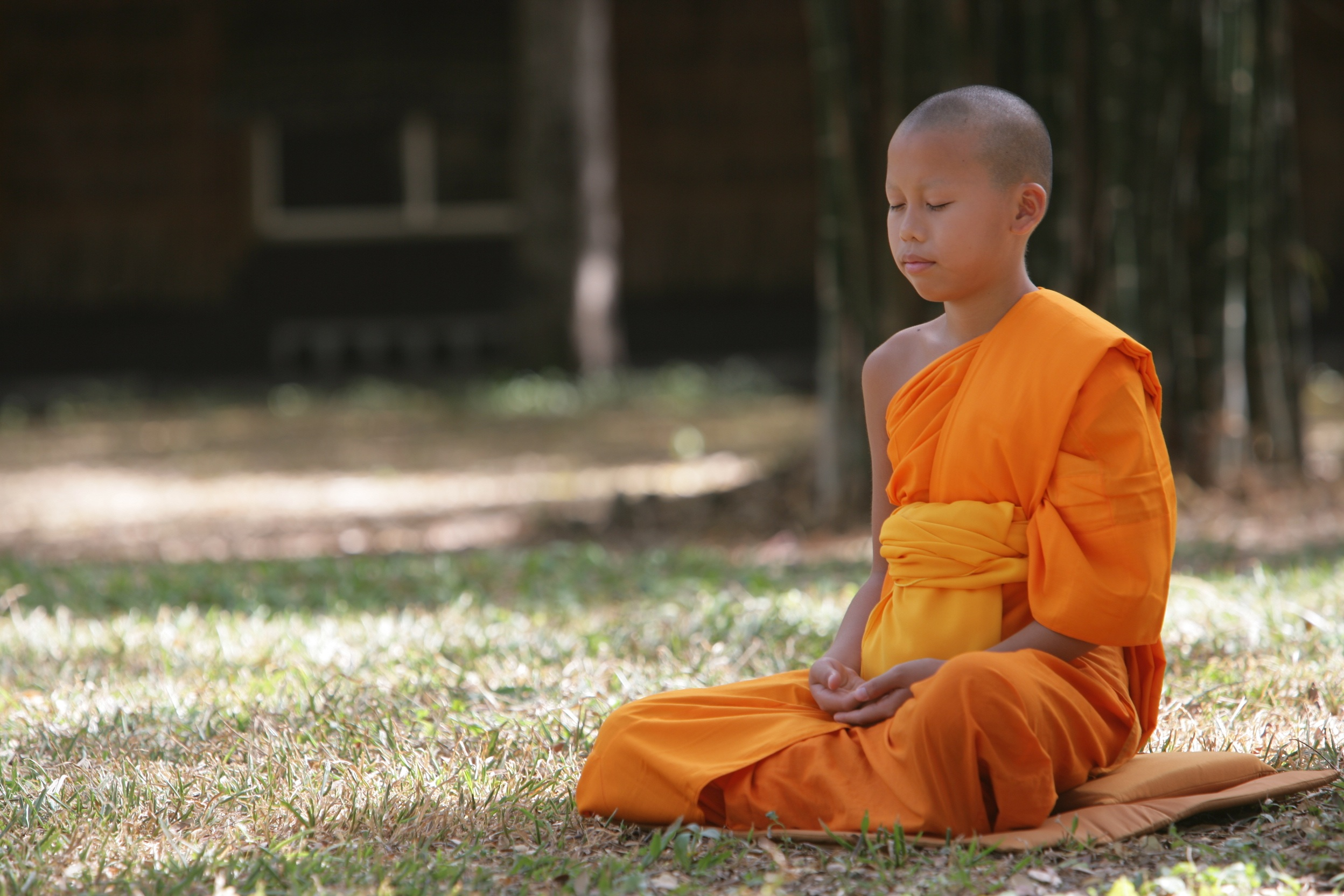
Novizio buddista in meditazione nella foresta.

Secondo la statistica governativa riguardante il 2015, il 94,6% circa dei thailandesi professa il buddhismo theravada. Seguono i musulmani (4,3%), concentrati nel sud del paese e rappresentati in particolare dalla minoranza malese. I cristiani costituiscono invece l'1,02% della popolazione. Nelle città vi sono esigue minoranze di induisti, confuciani e sikh. Tra i membri delle varie etnie tribali la fede principale è l'animismo.

### Lingue
Lingua nazionale è il thailandese (detto anche thai), scritto con un proprio alfabeto; numerosi e molto diffusi sono i dialetti thai. Nel nord-est del Paese è diffusa la lingua isan, che si suddivide in diversi dialetti derivati dal lao e sono mutualmente intelligibili con il thailandese. Le minoranze etniche utilizzano i propri idiomi (soprattutto mon e khmer). Sebbene sia ampiamente insegnato nelle scuole, l'inglese non è molto diffuso, specie nelle regioni più remote.

## Ordinamento dello Stato

### Suddivisioni amministrative

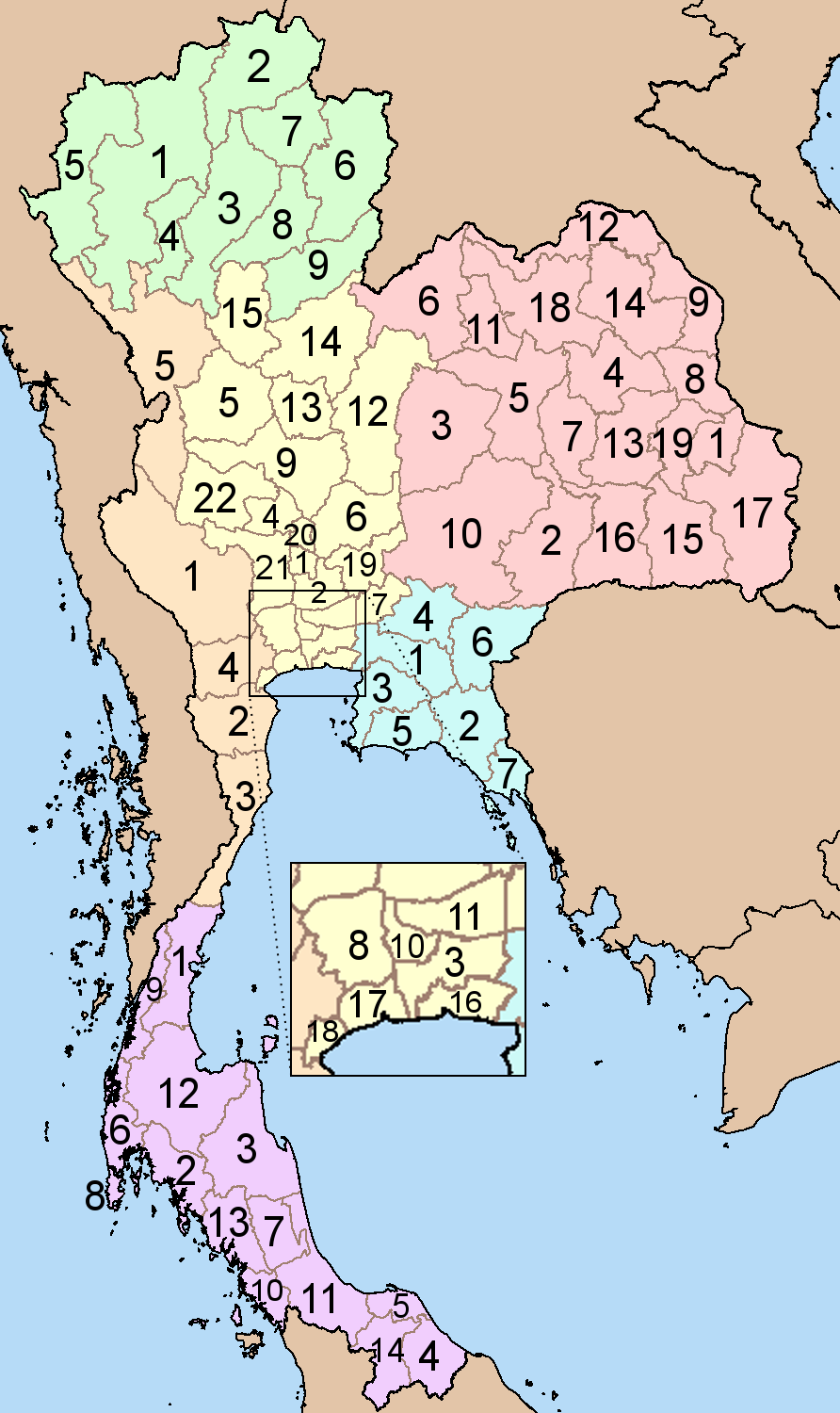
Mappa delle province della Thailandia suddivise nel sistema a sei macro-regioni: non è evidenziata la provincia di Bueng Kan, istituita nel 2011, a cui è stato assegnata la parte orientale del territorio della provincia di Nong Khai

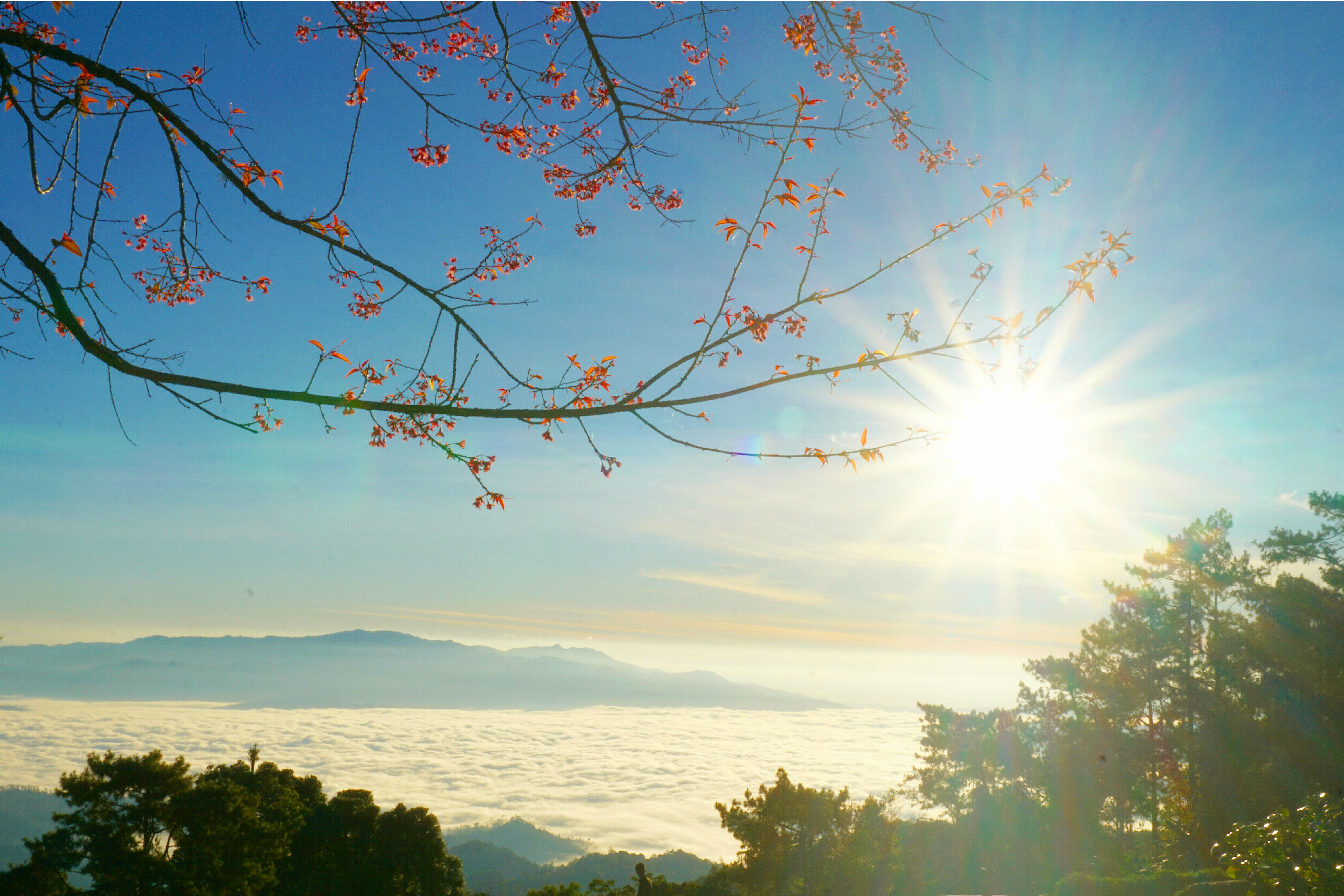
Huai Nam Dang, Chiang Mai

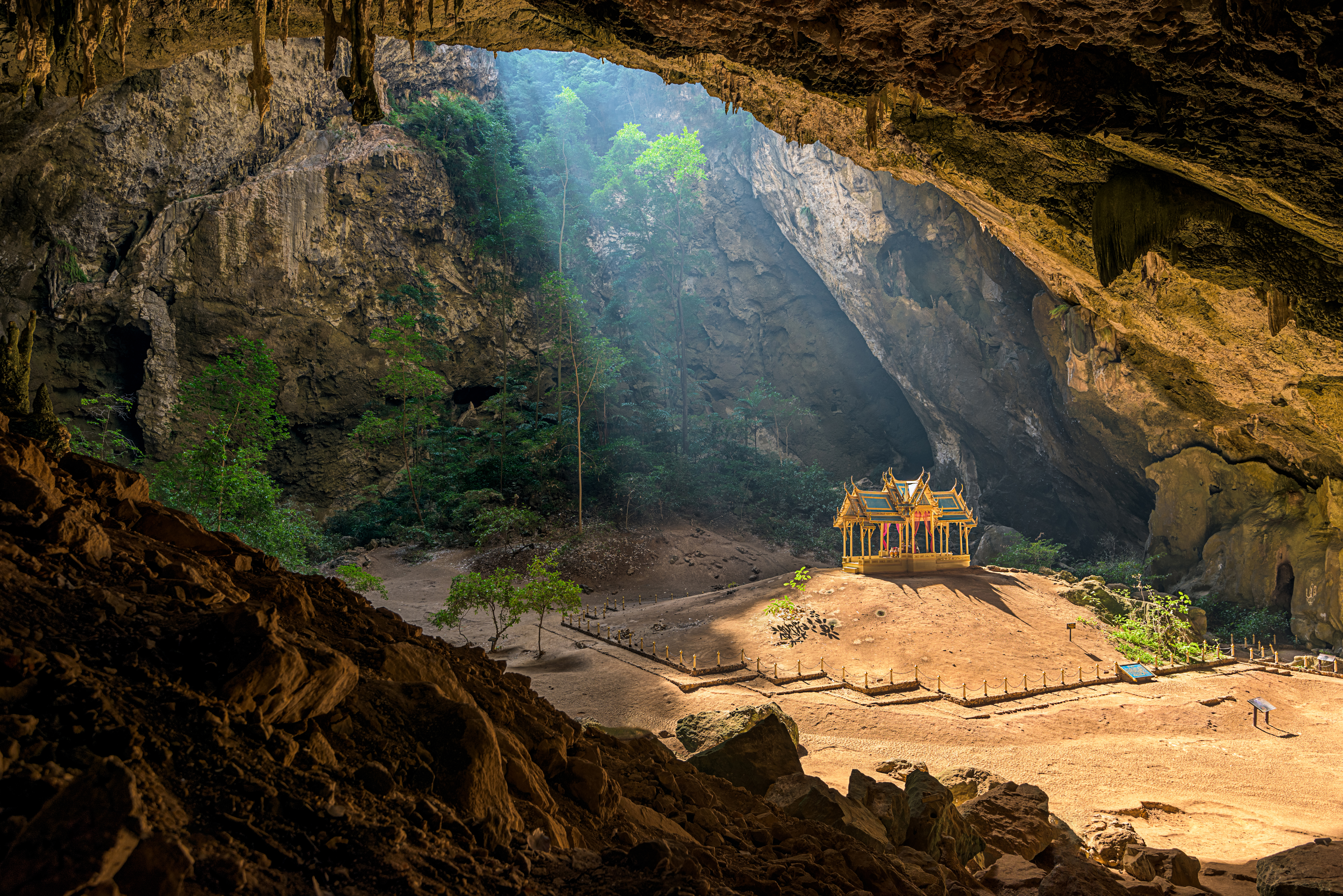
Khao Sam Roi Yot, Prachuap Khiri Khan

La Thailandia è suddivisa in 76 province (in thailandese จังหวัด, Changwat). La capitale Bangkok è dal 1975 una zona con lo statuto speciale di metropoli affidata all'Amministrazione metropolitana di Bangkok. Viene considerata come la 77ª provincia, poiché è amministrata allo stesso livello delle province. Il sistema di suddivisione amministrativa in 77 province è quello ufficiale adottato dal dipartimento governativo dell'Istituto Reale di Thailandia.
Le province thailandesi vengono di seguito riportate secondo l'appartenenza geografica alle regioni del paese. Le regioni non sono enti amministrativi ed esistono vari sistemi di suddivisione in regioni (viene qui utilizzato quello a sei regioni).
Nord
1. Chiang Mai (เชียงใหม่)
2. Chiang Rai (เชียงราย)
3. Lampang (ลำปาง)
4. Lamphun (ลำพูน)
5. Mae Hong Son (แม่ฮ่องสอน)
6. Nan (น่าน)
7. Phayao (พะเยา)
8. Phrae (แพร่)
9. Uttaradit (อุตรดิตถ์)

Ovest
1. Kanchanaburi (กาญจนบุรี)
2. Phetchaburi (เพชรบุรี)
3. Prachuap Khiri Khan (ประจวบคีรีขันธ์)
4. Ratchaburi (ราชบุรี)
5. Tak (ตาก)

Nordest
1. Amnat Charoen (อำนาจเจริญ)
2. Buri Ram (บุรีรัมย์)
3. Chaiyaphum (ชัยภูมิ)
4. Kalasin (กาฬสินธุ์)
5. Khon Kaen (ขอนแก่น)
6. Loei (เลย)
7. Maha Sarakham (มหาสารคาม)
8. Mukdahan (มุกดาหาร)
9. Nakhon Phanom (นครพนม)
10. Nakhon Ratchasima (นครราชสีมา)
11. Nong Bua Lamphu (หนองบัวลำภู)
12. Nong Khai (หนองคาย)
13. Roi Et (ร้อยเอ็ด)
14. Sakon Nakhon (สกลนคร)
15. Si Sa Ket (ศรีสะเกษ)
16. Surin (สุรินทร์)
17. Ubon Ratchathani (อุบลราชธานี)
18. Udon Thani (อุดรธานี)
19. Yasothon (ยโสธร)
20. Bueng Kan (บึงกาฬ)

Centro
1. Ang Thong (อ่างทอง)
2. Phra Nakhon Si Ayutthaya (พระนครศรีอยุธยา)
3. Bangkok (Krung Thep Maha Nakhon) (กรุงเทพมหานคร), zona a statuto speciale
4. Chai Nat (ชัยนาท)
5. Kamphaeng Phet (กำแพงเพชร)
6. Lop Buri (ลพบุรี)
7. Nakhon Nayok (นครนายก)
8. Nakhon Pathom (นครปฐม)
9. Nakhon Sawan (นครสวรรค์)
10. Nonthaburi (นนทบุรี)
11. Pathum Thani (ปทุมธานี)
12. Phetchabun (เพชรบูรณ์)
13. Phichit (พิจิตร)
14. Phitsanulok (พิษณุโลก)
15. Sukhothai (สุโขทัย)
16. Samut Prakan (สมุทรปราการ)
17. Samut Sakhon (สมุทรสาคร)
18. Samut Songkhram (สมุทรสงคราม)
19. Saraburi (สระบุรี)
20. Sing Buri (สิงห์บุรี)
21. Suphan Buri (สุพรรณบุรี)
22. Uthai Thani (อุทัยธานี)

Est
1. Chachoengsao (ฉะเชิงเทรา)
2. Chanthaburi (จันทบุรี)
3. Chonburi (ชลบุรี)
4. Prachin Buri (ปราจีนบุรี)
5. Rayong (ระยอง)
6. Sa Kaeo (สระแก้ว)
7. Trat (ตราด)

Sud
1. Chumphon (ชุมพร)
2. Krabi (กระบี่)
3. Nakhon Si Thammarat (นครศรีธรรมราช)
4. Narathiwat (นราธิวาส)
5. Pattani (ปัตตานี)
6. Phang Nga (พังงา)
7. Phatthalung (พัทลุง)
8. Phuket (ภูเก็ต)
9. Ranong (ระนอง)
10. Satun (สตูล)
11. Songkhla (สงขลา)
12. Surat Thani (สุราษฎร์ธานี)
13. Trang (ตรัง)
14. Yala (ยะลา)

### Città principali
Le municipalità della Thailandia sono suddivise in tre categorie secondo la legge per l'organizzazione delle municipalità (thesaban) introdotta nel 1934 e successive modifiche. La prima categoria è quella delle città maggiori (in thailandese เทศบาลนคร, thesaban nakhon), la seconda quella delle città minori (เทศบาลเมือง, thesaban mueang) e la terza quella delle municipalità di sottodistretto (เทศบาลตำบล, thesaban tambon).
Fra le città maggiori, una classificazione diversa hanno la capitale Bangkok, che ha lo status di metropoli (มหานคร, maha nakhon), e Pattaya, le cui amministrazioni sono chiamate "Forma speciale di organizzazione del governo locale" (องค์กรปกครองส่วนท้องถิ่นรูปแบบพิเศษ ongkon phockrong suanthongthìn rūp beb phiset).

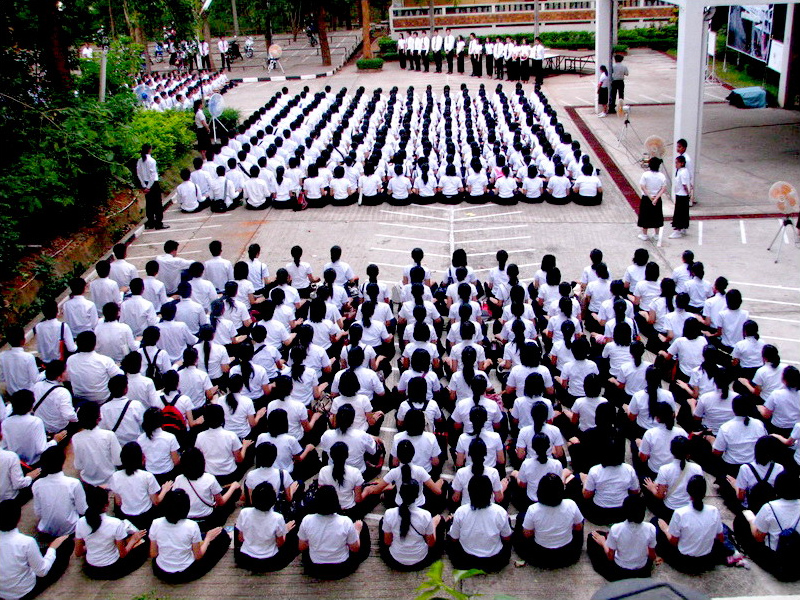
Studenti in una università thailandese

Nel censimento del 2010 Bangkok aveva 8,3 milioni di abitanti - comprendenti immigranti e domiciliati con residenza altrove - e la sua regione metropolitana che comprende cinque delle province circostanti ne aveva oltre 14,5 milioni. A tutto il 2020, i residenti in città erano 5 588 222, e le altre prime dieci città per numero di residenti erano Nonthaburi (251 026), Pak Kret (189 458), Hat Yai (149 459), Chaophraya Surasak, (146 474), Surat Thani (131 599), Nakhon Ratchasima (122 730), Chiang Mai (122 627), Udon Thani (120 202) e Pattaya (117 606).

### Università
Il 26 marzo 1917 fu istituita l'Università Chulalongkorn, fondata da re Vajiravudh (Rama VI); è il più antico ateneo thailandese e tra i più prestigiosi del paese.

## Politica
La Thailandia è una monarchia parlamentare con un parlamento bicamerale formato dalla Camera dei rappresentanti e dal Senato. Il Paese è governato in base alla Costituzione scritta nel 2017 secondo i voleri del Consiglio nazionale per la pace e per l'ordine, la giunta militare che resse il Paese dal colpo di Stato del 2014 fino al 2019. Le successive elezioni del 2019 e quelle del 2023 si svolsero secondo quanto disposto dalla Costituzione, con i 250 membri del Senato scelti dalla giunta militare, i quali furono determinanti nella scelta del primo ministro.
I militari e le élite conservatrici esercitano il controllo anche su fondamentali istituzioni come la Commissione elettorale, la Commissione anti-corruzione e soprattutto, dal 2007, la riformata Corte costituzionale, protagonista sulla scena politica con controverse sentenze come la destituzione nel 2008 del primo ministro Samak Sundaravej, lo scioglimento quello stesso anno di Partito del Potere Popolare, Nazione Thai e Matchima, partiti su cui si fondava la coalizione di governo di Samak, la destituzione nel maggio 2014 del primo ministro Yingluck Shinawatra, prologo del colpo di Stato militare di quello stesso mese, nonché la dissoluzione del Partito del Futuro Nuovo e del suo successore Partito Kao Klai, che avevano ottenuto grandi successi alle elezioni del 2019 e del 2023 risvegliando le coscienze democratiche dei giovani.
Il sovrano attuale è Vajiralongkorn (Rama X), in carica dal 13 ottobre 2016 e successore del padre Bhumibol Adulyadej (Rama IX). Il nuovo re allargò subito la sua sfera d'influenza nelle vicende interne thailandesi secondo uno stile di stampo assolutista. Nel 2017 controfirmò la nuova Costituzione che aumentò i poteri dei militari e della Corte costituzionale in ambito politico e l'anno successivo gli furono trasferite le ingenti proprietà dei beni della Casa reale, fino ad allora un patrimonio pubblico.
La situazione politica portò alle imponenti proteste anti-governative del 2020-2021, nelle quali vi furono la clamorosa richiesta di una radicale riforma della monarchia, un evento senza precedenti nella storia del Paese, e la richiesta che avesse fine il connubio tra forze armate e monarchia. Le proteste furono soppresse dal governo nel 2021 con l'uso della forza e con la reintroduzione della legge di lesa maestà, spesso usata dai governi conservatori per incarcerare gli oppositori. Nel novembre 2021 vi fu la sentenza della Corte costituzionale, con cui fu stabilito che le richieste per la riforma della monarchia avevano come obiettivo la destabilizzazione dello Stato e il rovesciamento della monarchia, verdetto che fu definito un "colpo di Stato giudiziale" e un preludio a un possibile ritorno alla monarchia assoluta.

## Economia

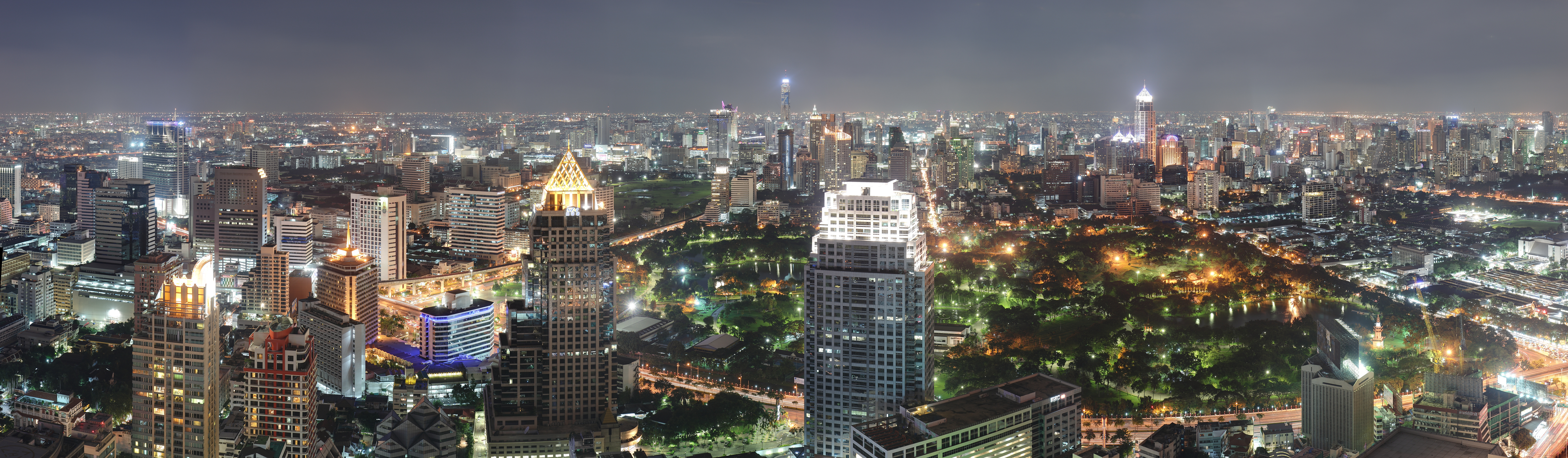
Bangkok, la capitale, è anche la città più grande e il centro economico e finanziario del paese.

Quasi il 70% dell'intera popolazione thailandese è impegnato nel settore primario. I fertili terreni alluvionali rendono la Thailandia primo esportatore di tapioca al mondo, secondo esportatore di riso e di caucciù, al terzo di ananas in scatola. Inoltre questo paese è tra i principali esportatori di zucchero, granoturco e stagno. In via di sviluppo sono l'industria o e l'elettronica. In via di incremento il turismo internazionale che si concentra, in particolar modo, nella zona costiera. Nel corso del 2013 il tasso di disoccupazione è risultato inferiore all'1%.
La moneta locale è il Baht thailandese, che nel 1997 venne pesantemente svalutato in seguito a una grave crisi economica, dando il via a un effetto domino che portò le tigri asiatiche ad una crisi economica.
Tradizionalmente la pesca viene fatta sulla tipica imbarcazione, la Kolae.

### Settore primario

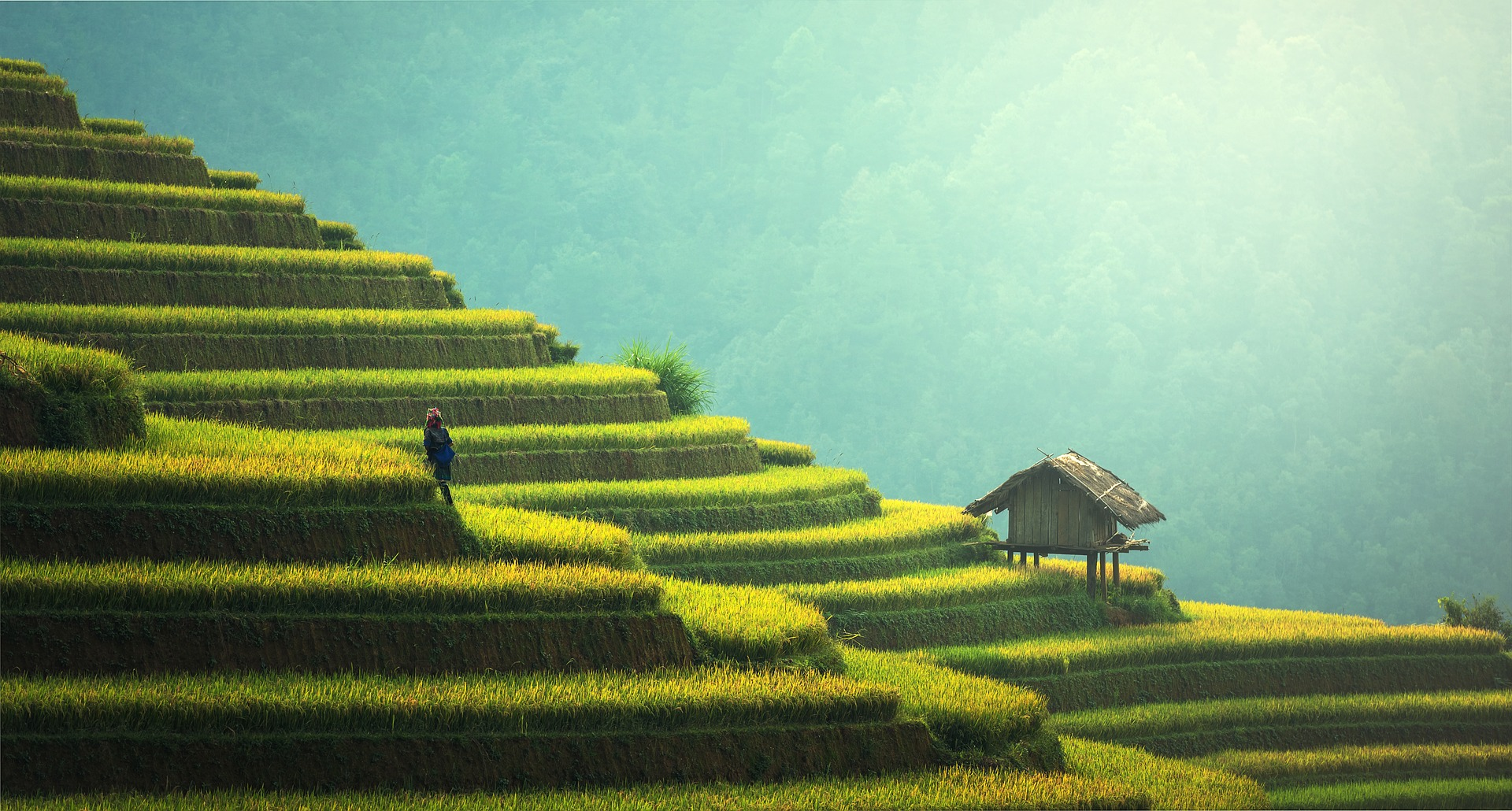
La Thailandia è il secondo esportatore di riso al mondo.

Gli sviluppi in agricoltura dal 1960 hanno sostenuto la transizione della Thailandia verso un'economia industrializzata. Nel 2008 l'agricoltura, silvicoltura e pesca hanno contribuito 8,4 per cento del PIL; nelle zone rurali, i lavori agricoli forniscono lavoro. La Thailandia è uno dei primi esportatori mondiali di riso, e un grande esportatore di gamberetti. Altre coltivazioni includono noci di cocco, mais, gomma, soia, canna da zucchero e tapioca. Secondo un'indagine degli anni 2010 del Ministero thailandese dell'Agricoltura e delle Cooperative, il 46,5% del territorio nazionale è usato per l'agricoltura. L'8,8% del terreno agricolo è destinato all'orticoltura e i frutti principali sono mango (20,5%), longan (10,4%), durian (5,8%), mangostano (4,1%), longkong (3,7%), rambutan (3%), lychee (1,3%) e mandarino tangerino (0,9%).
Nel 1985 la Thailandia ha designato il 25 per cento della sua superficie per la protezione delle foreste e del 15 per cento per la produzione di legname. Le foreste sono state scelte per la conservazione e la ricreazione della fauna e della flora, mentre le foreste di legname sono disponibili per il settore forestale. Tra il 1992 e il 2001 le esportazioni di tronchi e legname sono aumentate da 50.000 a 2.000.000 di metri cubi all'anno.
L'epidemia di influenza aviaria regionale contratta della Thailandia dal settore agricolo nel 2004 e lo tsunami del 26 dicembre dello stesso anno hanno devastato il settore della pesca west-coast. Nel 2005 e nel 2006 il PIL agricolo è calato del 10%.
Nel settore agricolo il riso è l'alimento base, ed è coltivato nelle pianure del Chao Phraya e del Mekong. Mais e manioca sono gli altri due prodotti coltivati nel paese. Banane, caffè, tabacco, ananas, canna da zucchero e iuta sono le colture da piantagione principali, mentre la ricca vegetazione della Thailandia fornisce vari tipi di legname pregiato, come il teak, il sandalo, il sapan e l'ebano.

### Settore terziario
Il turismo contribuisce in modo significativo all'economia thailandese, e l'industria turistica ha beneficiato del deprezzamento del baht e della stabilità della Thailandia. Gli arrivi turistici nel 2002 sono stati di 10,9 milioni di persone con un aumento del 7,3% rispetto all'anno precedente (10,1 milioni nel 2001).
Il turismo fornisce un contributo grande per l'economia della Thailandia (circa il 6% del PIL). I turisti vengono in Thailandia per una serie di motivi, in primo luogo per la bellezza delle sue spiagge, ma anche Bangkok ha visto un forte aumento del turismo negli ultimi anni.
Secondo il World Travel and Tourism Council, la Thailandia è al quinto posto della più grande destinazione del turismo medico per la spesa in entrata del turismo medico, attirando oltre 2,5 milioni di visitatori nel 2018. Il paese è anche il numero uno dell'Asia. Il paese è popolare per la crescente pratica della chirurgia di riassegnazione del sesso (SRS) e della chirurgia estetica.
Nel 2007 circa 14 milioni di turisti hanno visitato la Thailandia. Il settore del turismo comprende il turismo sessuale, anche se la prostituzione è illegale in Thailandia. Il numero di turisti nel 2009 è stato stimato in circa 14 milioni, in calo del 4% rispetto al 2008.

### Settore secondario
Nel 2007 l'industria ha contribuito con il 43,9% del PIL, impiegando il 14% della forza lavoro. L'industria è cresciuta a un tasso medio annuo del 3,4% nel periodo 1995-2005. Il sottosettore più importante del settore è la produzione, che rappresentano il 34,5% del PIL nel 2004.
La Thailandia è diventato il principale paese produttore di automobili nell'Asia sud-occidentale, veicoli destinati soprattutto al mercato Associazione delle Nazioni del Sud-est asiatico (ASEAN) e nel 2021 era il 10º produttore al mondo. La produzione nel 2021 era di 1 685 705 unità, dopo che a partire dal 2012 aveva superato in anni diversi i due milioni di veicoli fra pick-up e automobili, sorpassando produttori storici come il Canada, il Regno Unito e l'Italia. Toyota e Ford sono attive in Thailandia, e l'espansione del settore automobilistico ha aumentato la produzione di acciaio nazionale. L'industria elettronica della Thailandia è frenata dalla concorrenza di Malesia e Singapore, mentre quella tessile la concorrenza di Cina e Vietnam. I prodotti più esportati dalla Thailandia sono: vestiario come le calzature, diamanti e preziosi, derivati del petrolio, inoltre il riso, crostacei e molluschi.

## Salute

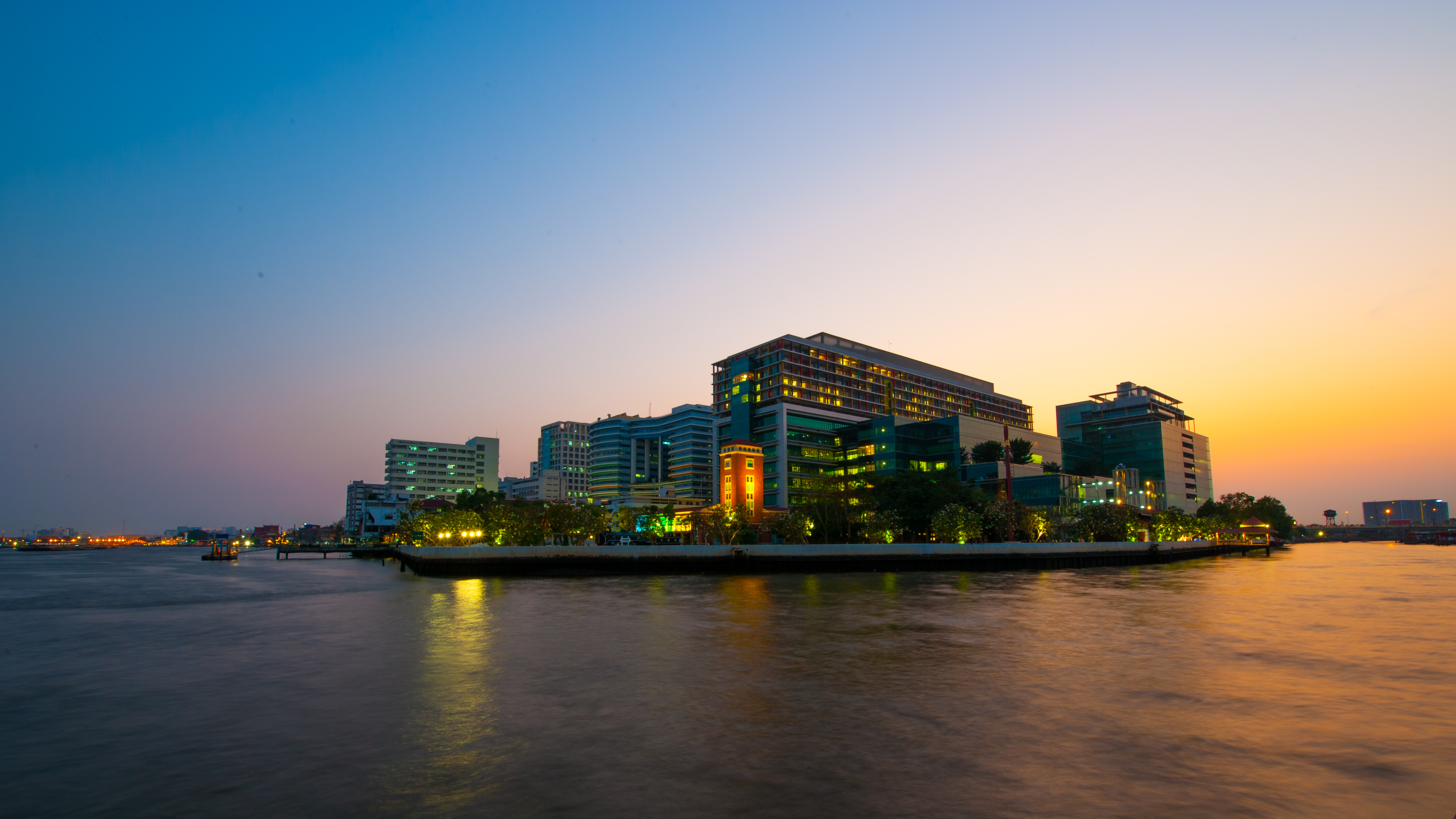
Siriraj Hospital di Bangkok, l'ospedale più antico e più grande della Thailandia.

La Thailandia è al 6º posto al mondo e al 1º in Asia nell'Indice di sicurezza sanitaria globale 2019 delle capacità di sicurezza sanitaria globale in 195 paesi, rendendolo l'unico paese in via di sviluppo nella top ten mondiale. La Thailandia aveva 62 ospedali accreditati dalla Joint Commission International. Nel 2002, Bumrungrad divenne il primo ospedale in Asia a soddisfare lo standard.
L'assistenza sanitaria e medica è supervisionata dal Ministero della sanità pubblica (MOPH), insieme a diverse altre agenzie governative non ministeriali, con una spesa nazionale totale per la salute pari al 4,3% del PIL nel 2009. Le malattie non trasmissibili costituiscono l'onere maggiore di la morbilità e la mortalità, mentre le malattie infettive tra cui la malaria e la tubercolosi, nonché gli incidenti stradali, sono anche importanti problemi di salute pubblica. L'attuale ministro della sanità pubblica è Anutin Charnvirakul.
Nel dicembre 2018 il parlamento ad interim ha votato per legalizzare l'uso della cannabis per motivi medici. L'uso ricreativo è rimasto illegale. L'Assemblea Legislativa Nazionale ha avuto 166 voti a favore dell'emendamento alla legge sugli stupefacenti, mentre non ci sono stati voti contrari e 13 astensioni. Il voto rende la Thailandia il primo paese del sud-est asiatico a consentire l'uso della cannabis medica.

## Cultura

### Letteratura

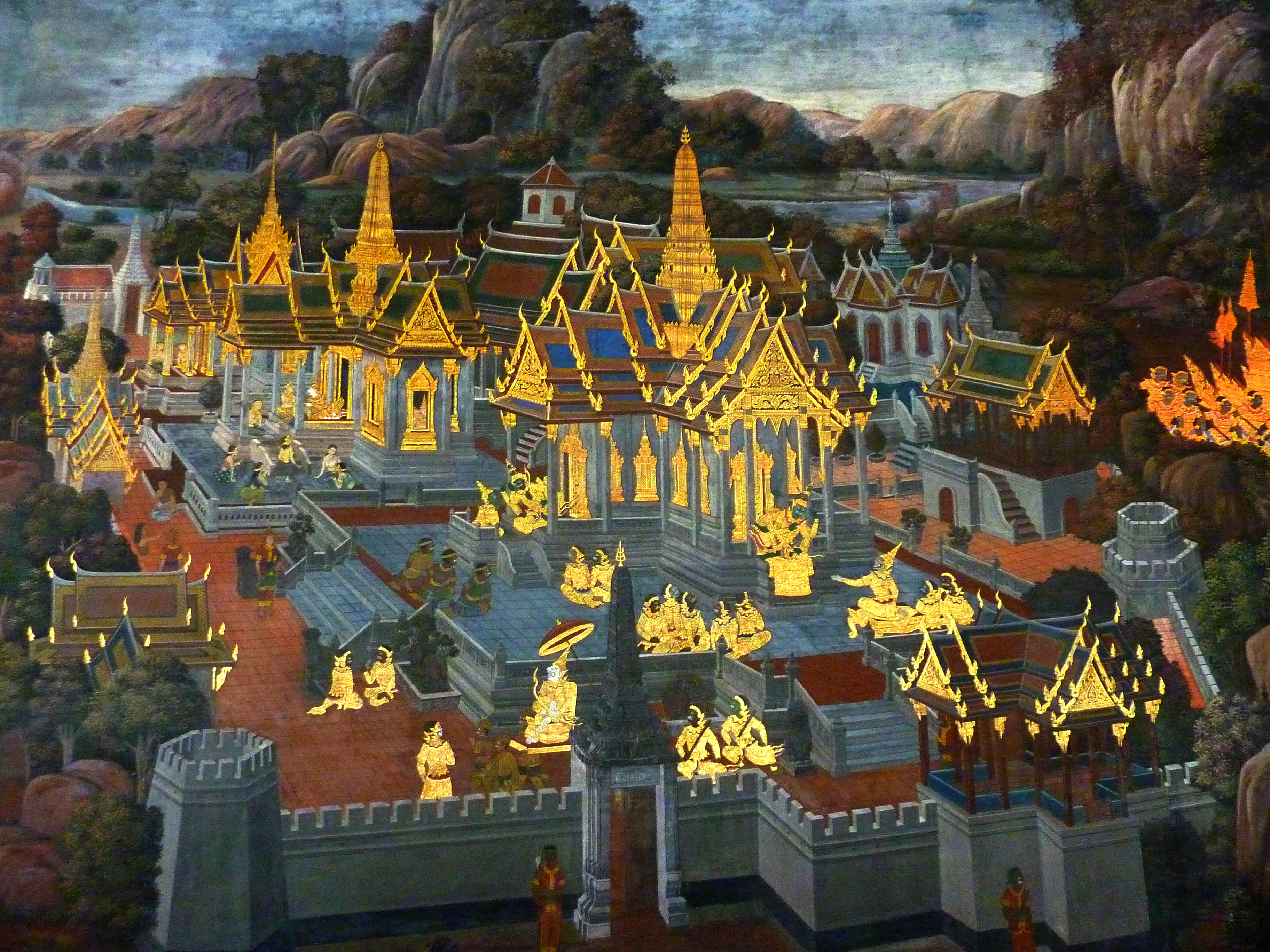
Pittura Ramakien, Wat Phra Kaew

Verso la fine del XVIII secolo si afferma l'epica nazionale thailandese del Ramakien (in lingua thai: รามเกียรติ์, Gloria di Rama)
Una produzione letteraria thailandese nasce nel XIV secolo per affermarsi nel XIX con la poesia: Sunthorn Phu e uno di questi autori che ha valorizzato la letteratura thailandese. Il genere della prosa si riscontra invece durante il XX secolo lasciando spazio a vari temi non solo di carattere popolare. Nel XX secolo ricordiamo Emmanuelle Arsan, thailandese ma naturalizzata francese, nota creatrice del personaggio letterario di Emmanuelle (1967).

### Patrimoni dell'umanità

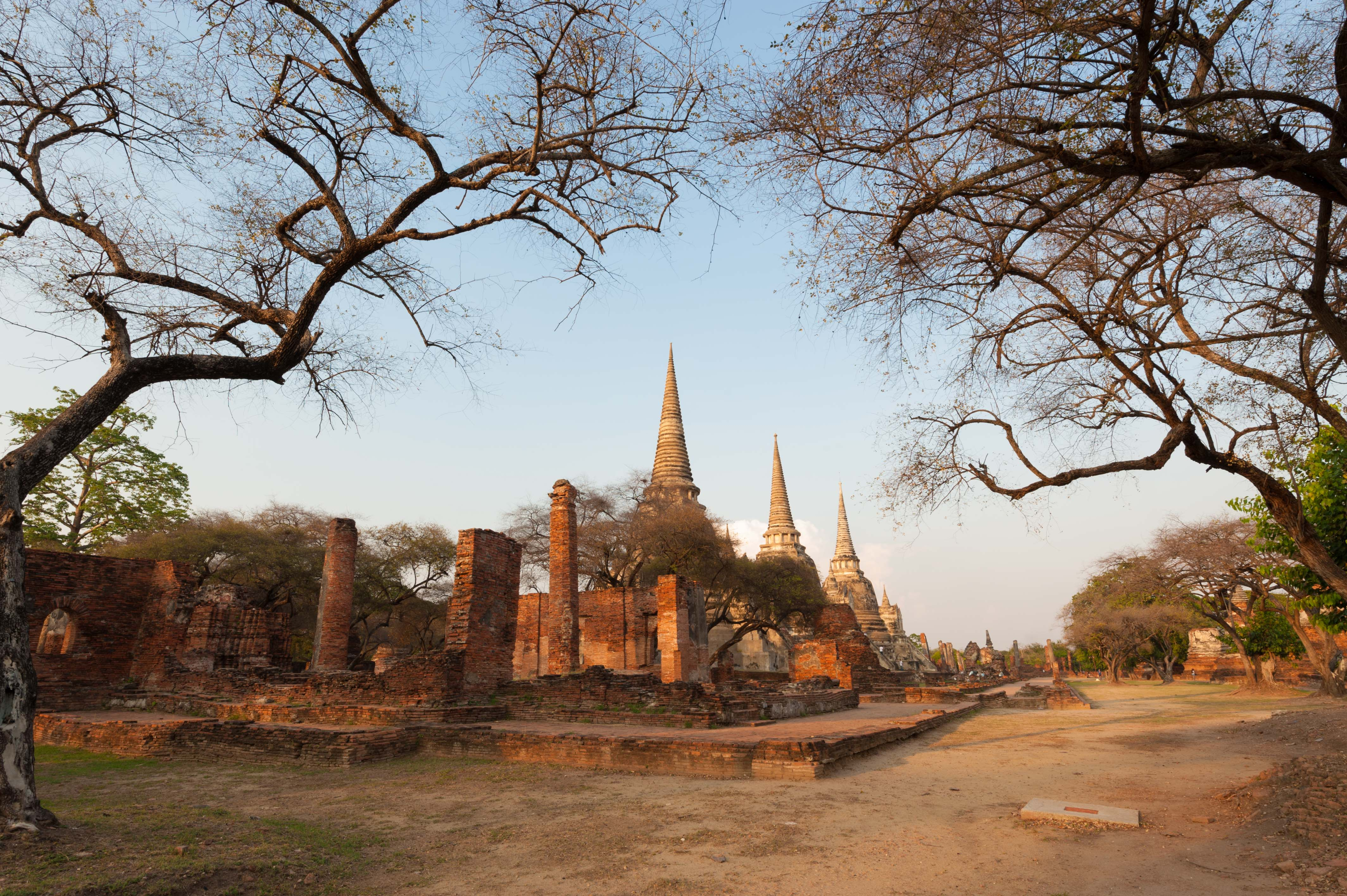
La Città storica di Ayutthaya

La Thailandia, a livello culturale, vanta una ricca tradizione paesaggistica e artistica, omaggiata a livello universale, tanto che diversi suoi siti sono stati inseriti nella Lista dei patrimoni dell'umanità dell'UNESCO, tra cui: 
- La Città storica di Ayutthaya e città storiche associate (1991),
- La Città storica di Sukhothai e città storiche associate (1991),
- I Santuari della vita selvatica di Thungyai e Huai Kha Khaeng (1991),
- Il Sito archeologico di Ban Chiang (1992),[85]
- Il Complesso forestale di Dong Phayayen-Khao Yai (2005),
- Il Complesso forestale di Kaeng Krachan (2021).

### Missioni spaziali
Il 18 dicembre 1993 viene lanciato Thaicom-1, il primo satellite artificiale thailandese.

### Cinema, televisione e musica
Nel 2010, il film Lo zio Boonmee che si ricorda le vite precedenti del regista thailandese Apichatpong Weerasethakul diventa la prima opera prodotta nel Sud-est asiatico a vincere la Palma d'oro al Festival di Cannes.. Nel 2024, inoltre, il film Lan Ma diretto da Pat Boonnitipat è stato il primo film thailandese inserito nella Short-list dei quindici candidati per l' Oscar al miglior film straniero. Uno degli attori thailandesi di fama internazionale è Tony Jaa, protagonista nei film di arti marziali come Ong-Bak - Nato per combattere e The Protector - La legge del Muay Thai.
 Particolarmente popolari in Thailandia sono i film horror, tra i quali Shutter del 2004, Alone del 2007 e Coming Soon e 4bia del 2008. Pee Mak è un film thailandese di genere commedia dell'orrore del 2013, ispirato a Mae Nak Phra Khanong, una leggenda popolare thailandese.
Le serie televisive thailandesi, note come Lakorn, sono diventate popolari anche in altri Paesi del Sud-est asiatico, Molte tendono ad avere un focus romantico, come Ugly Duckling del 2015 e Bai Mai Tee Plid Plew del 2019; altre sono indirizzate a un pubblico di adolescenti, come The Gifted del 2018 e Wolf - Game la ter del 2019, molte serie tv thailandesi sono state diffuse in tutte il mondo dalla piattaforma Netflix come Bangkok Love Stories - Innocence, Dek mai - Girl from Nowhere e The Serpent
Tra gli strumenti musicali tipici della cultura nazionale vi sono il sueng, un cordofono originario della Thailandia, e il khèn, strumento a fiato ad ancia libera tipico della tradizione rurale del Laos e della Thailandia del Nordest. Una delle più note interpreti della musica thailandese e Pumpuang Duangjan (1961-1992), ricordata per i testi che descrivono la condizione dei poveri nelle zone rurali del Paese. Tra gli artisti thailandesi pop dance di fama internazionale vi sono Tata Young e Lalisa Manobal.

## Sport

### Muay thai
Lo sport nazionale thailandese è la muay thai, arte marziale che traccia le sue origini dall'antica muay boran sviluppatasi ai tempi di re Naresuan nel XVI secolo. Assunse lo stile odierno verso la metà del XVIII secolo ed è oggi praticata in molti Paesi al mondo. Tra i campioni thailandesi della muay thai vi sono Buakaw Banchamek, più volte campione del mondo, Sudsakorn Sor Klinmee, Yodsanklai Fairtex e Sitthichai Sitsongpeenong.

### Calcio
La Nazionale di calcio della Thailandia risulta una delle più forti del Sud-est asiatico. Nel suo palmares spiccano i numerosi trionfi ai Giochi del Sud-est asiatico. La disciplina ha acquistato grande popolarità nel Paese in particolar modo tra i giovani, molti dei quali la preferiscono alla tradizionale muay thai. Il magnate thailandese Vichai Srivaddhanaprabha è stato il presidente che ha guidato il Leicester City alla conquista del suo primo storico scudetto nella Premier League 2015-2016. In precedenza l'ex primo ministro Thaksin Shinawatra era stato presidente del Manchester City.

### Altri sport
Tra gli sport tradizionali thailandesi figura il takraw, una sorta di footvolley giocato su superficie sintetica in cui una piccola palla di rattan può essere toccata con tutto il corpo ad eccezione delle braccia e delle mani. Le squadre thailandesi si sono imposte in questa disciplina nelle prime due Coppe del mondo, nel 2011 e 2017, sia a livello maschile che femminile. Anche gli atleti thailandesi del badminton hanno collezionato diversi successi, in particolare Ratchanok Intanon, campionessa del mondo in singolare a Canton 2013.
Nei primi anni duemila ha avuto grande successo nel tennis Paradorn Srichaphan, giunto tra i top ten del ranking ATP nel 2003. La nazionale di pallavolo femminile della Thailandia ha compiuto grandi progressi e si è laureata per due volte campione di Asia e Oceania. Ha inoltre raggiunto il quarto posto nel World Grand Prix 2012. Nel 1950 Birabongse Bhanutej diventa il primo pilota thailandese in Formula 1 e nel 2019 fa il suo esordio in Formula 1 l'anglo-thailandese Alexander Albon. Nel 2014 è stato realizzato il circuito internazionale di Buriram, che dal 2015 fa parte del calendario del Campionato mondiale Superbike, in questa prima edizione Ratthapark Wilairot è primo nella gara valevole per il mondiale Supersport, conquistando in casa la prima vittoria per un pilota Thailandese in una gara mondiale di motociclismo. Sulla stessa pista delle derivate, dal 2018 si disputa il Gran Premio motociclistico di Thailandia nel motomondiale, in questa categoria la prima vittoria Thaliandese è di Somkiat Chantra che conquista il Gran Premio dell'Indonesia nel 2022 in Moto2.

### Giochi olimpici
La prima medaglia d'oro olimpica per la Thailandia fu conquistata da Somluck Kamsing nel pugilato, pesi piuma, ai Giochi olimpici di Atlanta 1996. La prima medaglia olimpica per la Thailandia era stata quella di Payao Poontarat, bronzo nel pugilato ai Giochi di Montréal 1976. Oltre alle varie medaglie ottenute nel pugilato, la Thailandia vanta diversi titoli olimpici anche nel sollevamento pesi, e nel Taekwondo dove Panipak Wongpattanakit ha conquistato uno storico oro alle olimpiadi di Tokyo 2020 confermato alle successive olimpiadi di Parigi 2024

## Tradizioni

### Miti e folclore
Anche l'aspetto del folclore e dei miti costituisce un elemento culturale importante: tipici sono i Kiṃnara, creature mitologiche thailandesi, metà uomini e metà uccelli.

### Gastronomia
Mischiando i diversi elementi delle tradizioni del sud-est asiatico, la cucina thailandese dà enfasi a piatti leggeri con forti componenti aromatiche.
Come in molte altre cucine asiatiche il dettaglio e la varietà sono di grande significato per gli chef thailandesi. Il cibo è conosciuto per il bilanciamento dei quattro sapori fondamentali per ogni piatto o per il pasto in generale: aspro, dolce, salato e amaro. I pasti sono basati sul riso, che ha storicamente un ruolo centrale nella cultura del paese. Il termine mangiare in lingua thai è kin khao, che letteralmente significa "mangiare riso".
Tra gli ingredienti principali della cucina thailandese c'è il pesce, che al pari del riso rappresenta il pilastro della gastronomia locale. I sapori della cucina thai derivano anche dalle spezie che vengono utilizzate, tra le più caratteristhe vi sono il basilico sacro, il basilico thai e il peperoncino thai. Altri ingredienti vegetali importanti sono aglio, scalogno, citronella, pandan e taro.
Uno dei piatti tipici e famosi della cucina thailandese è il Pad thai, un piatto di pasta di riso saltata in padella e condita con vari elementi culinari.

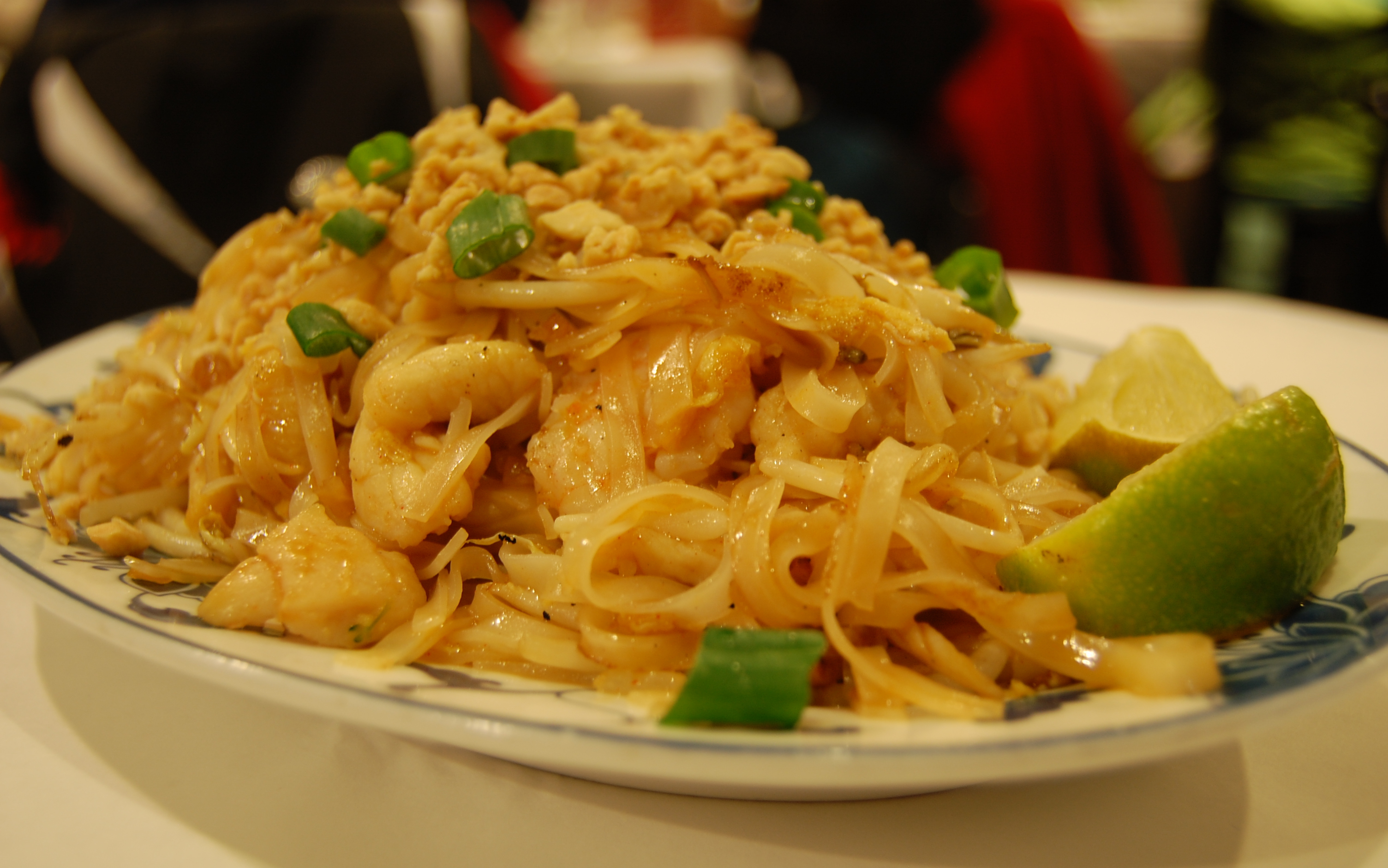
Pad thai
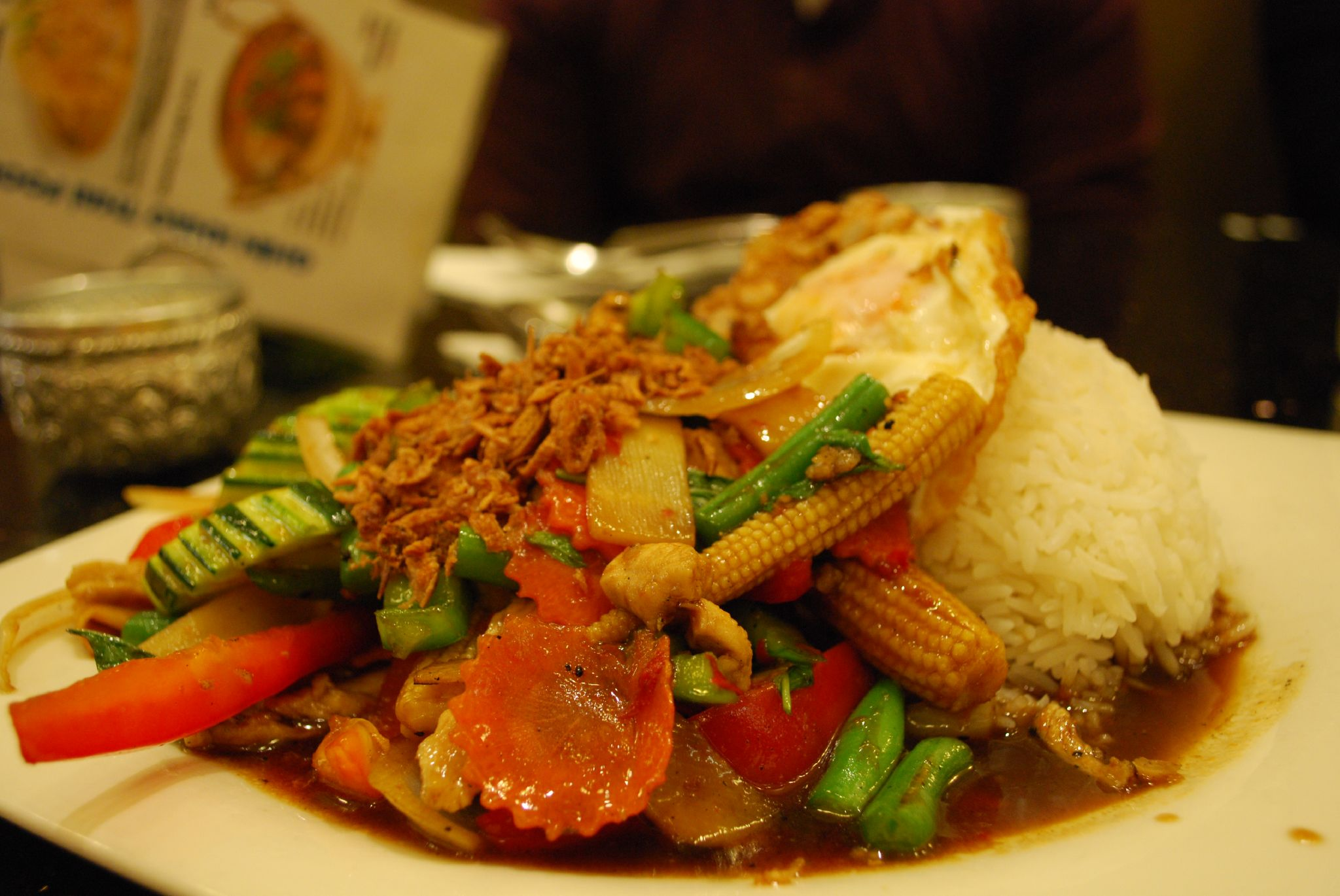
Phad kaphrao kai
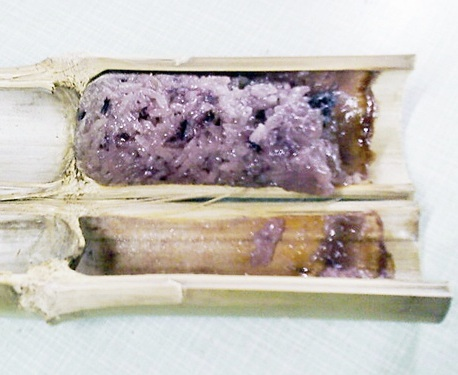
Khao Lam
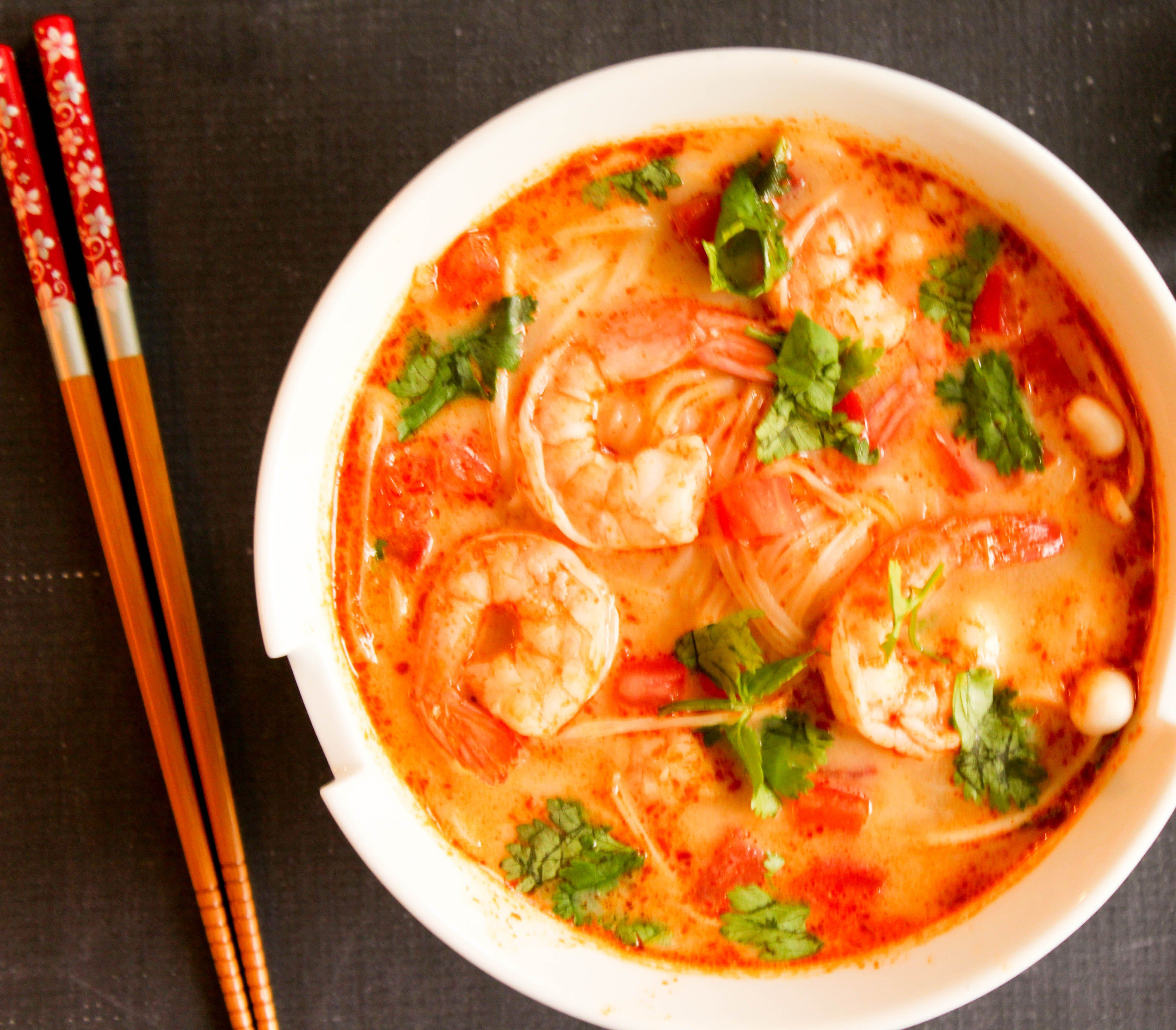
Tom yum
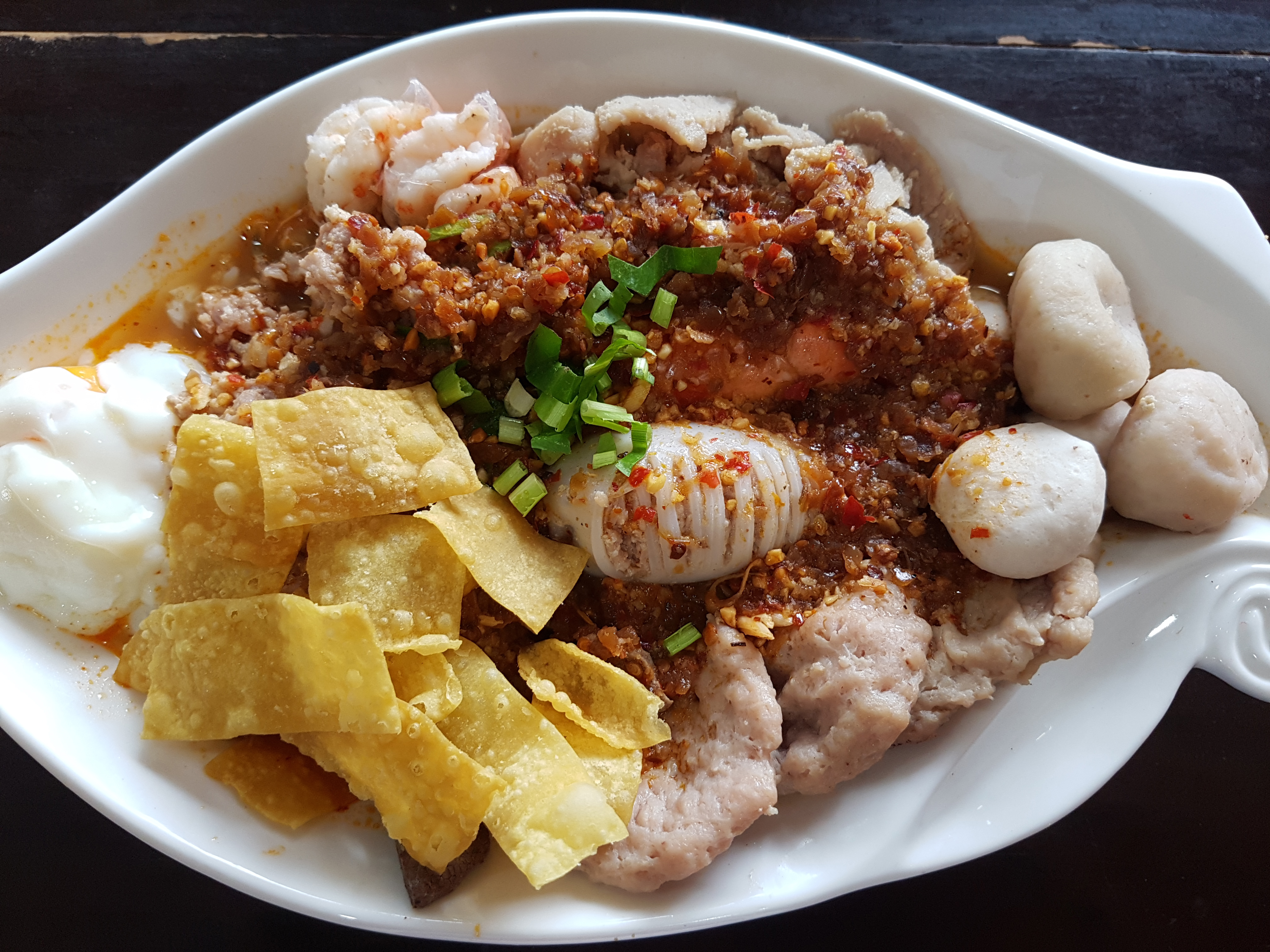
Tom yam Kway teow
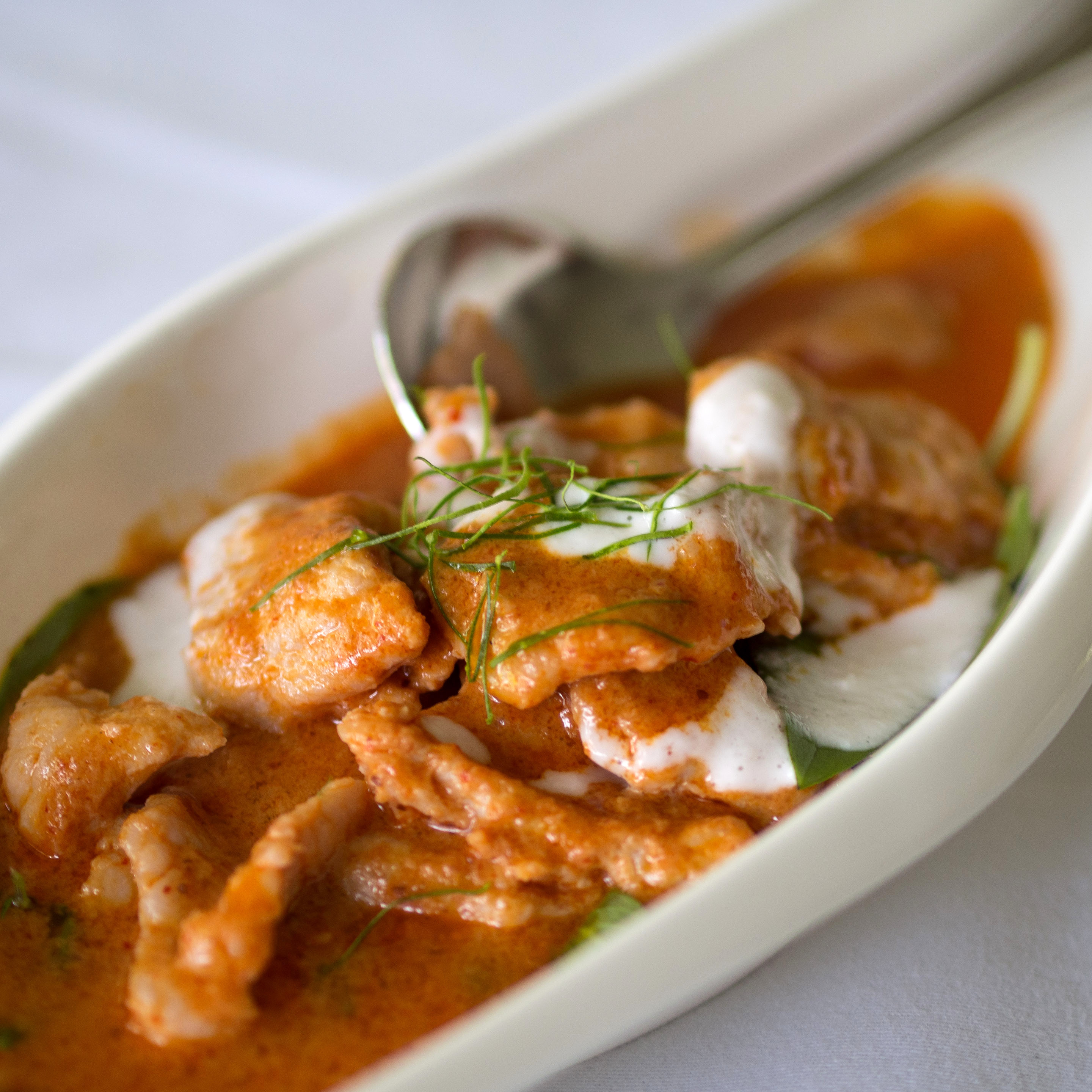
Phanaeng
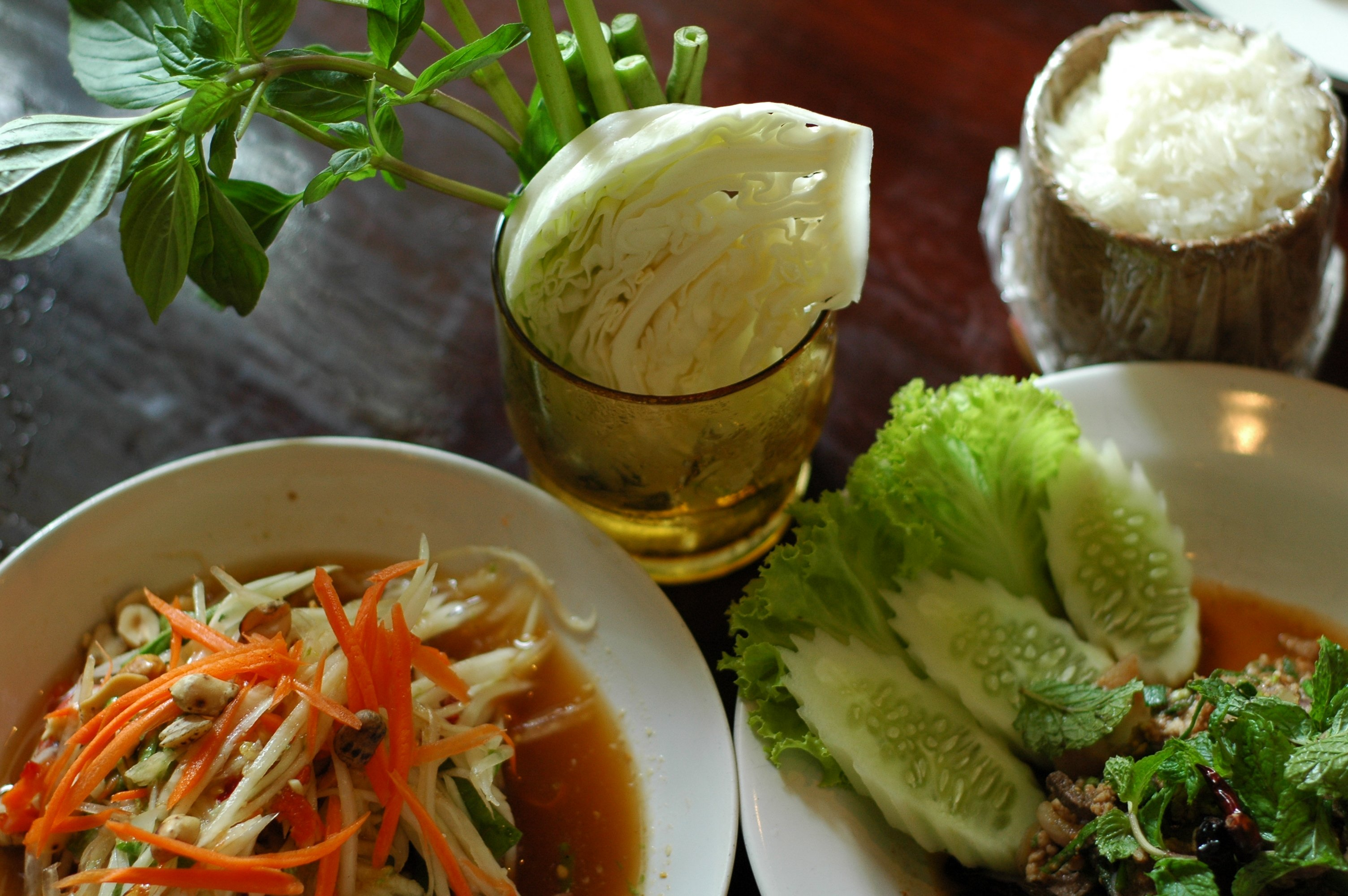
Insalata di papaya verde

## Ricorrenze

### Festività e ricorrenze nazionali
| Data                                   | Nome                                 | Significato                                                                                                   |
| -------------------------------------- | ------------------------------------ | --- |
| 13 aprile                              | Songkran                             | Celebrazione del Capodanno thailandese                                                                        |
| 26 giugno                              | Sunthorn Phu Day                     | Celebrazione della nascita del poeta Sunthorn Phu, nel 1786                                                   |
| 28 luglio                              | Compleanno del re                    | Festa nazionale: compleanno del re di Thailandia Vajiralongkorn (Rama X)                                      |
| 29 luglio                              | Giornata nazionale della lingua thai | Per onorare Sua Maestà il re che ha evidenziato nel 1962 l'importanza e il valore della lingua thailandese.   |
| 12 agosto                              | Festa della mamma                    | Giorno del compleanno dell'attuale regina madre di Thailandia Sirikit                                         |
| 28 settembre                           | Giorno della Bandiera Nazionale      | Giorno della Bandiera della Thailandia, concessa da re Vajiravudh nel 1917                                    |
| 12º mese calendario lunare thailandese | Loi Krathong                         | Tipico festival popolare detto festival delle lanterne o delle luci                                           |
| 5 dicembre                             | Compleanno del re e festa del Papà   | Si celebra il compleanno del defunto re Bhumibol Adulyadej (Rama IX il Grande), impostato come festa del papà |

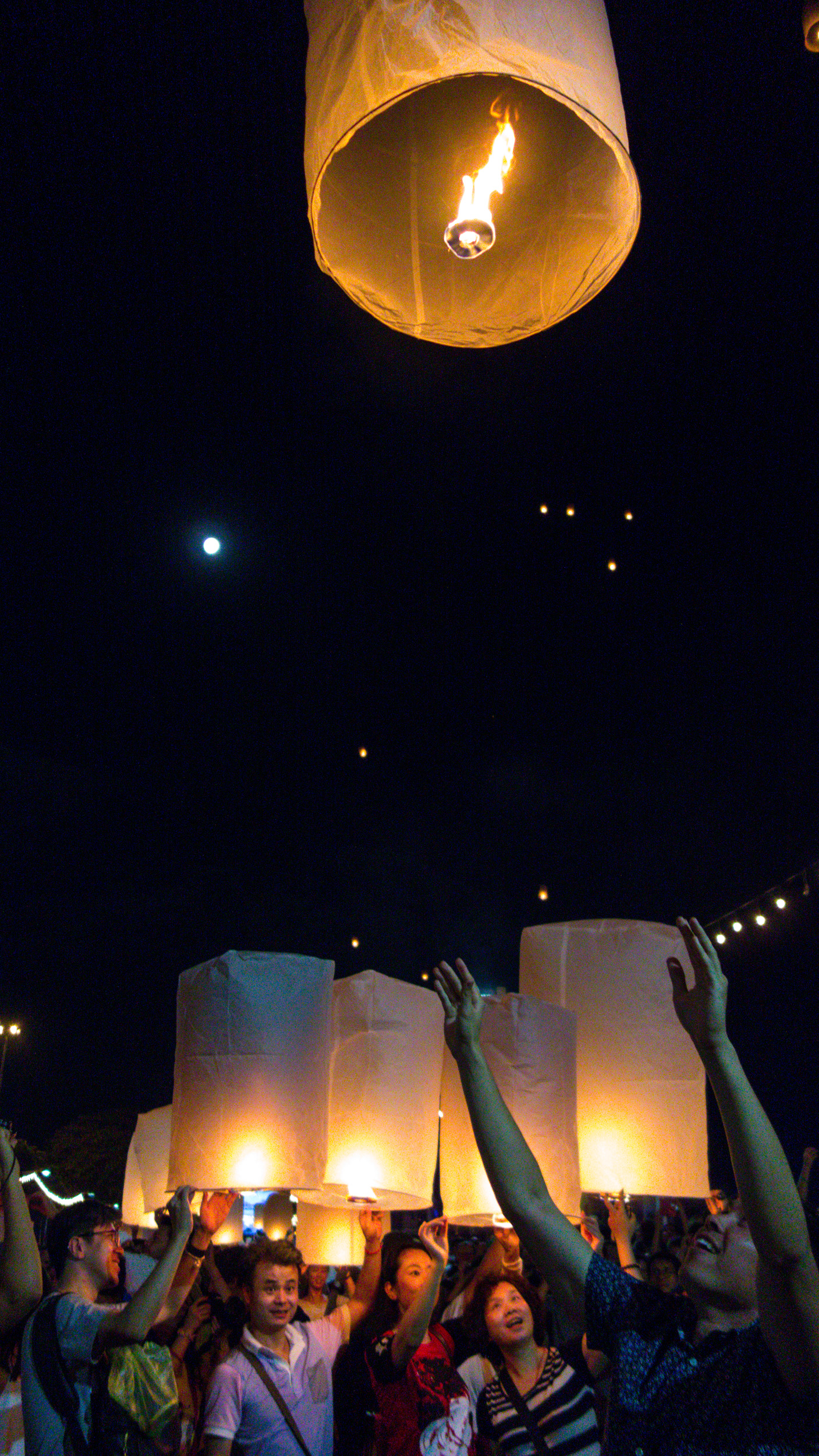
Loi Krathong
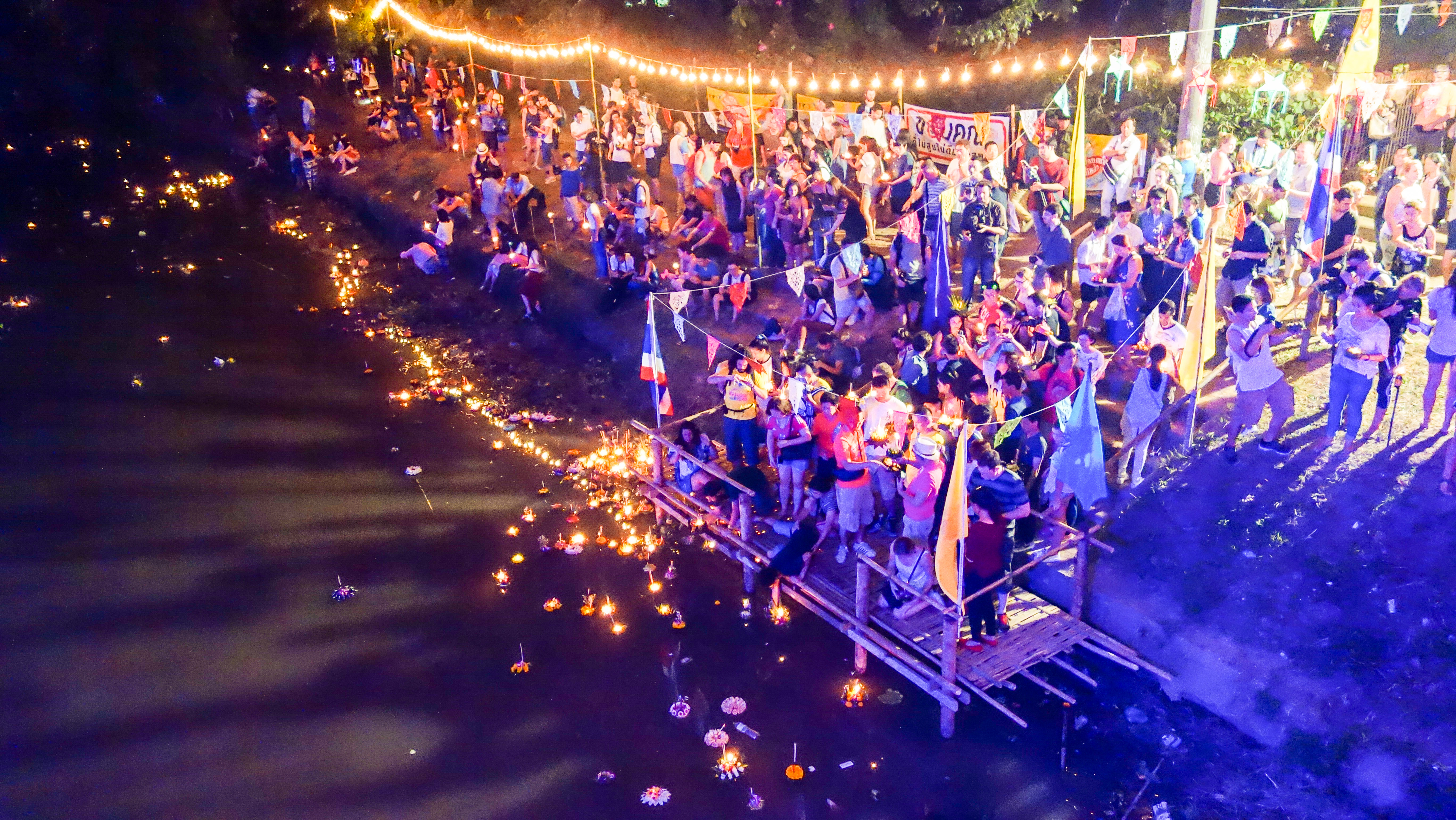
Loi Krathong
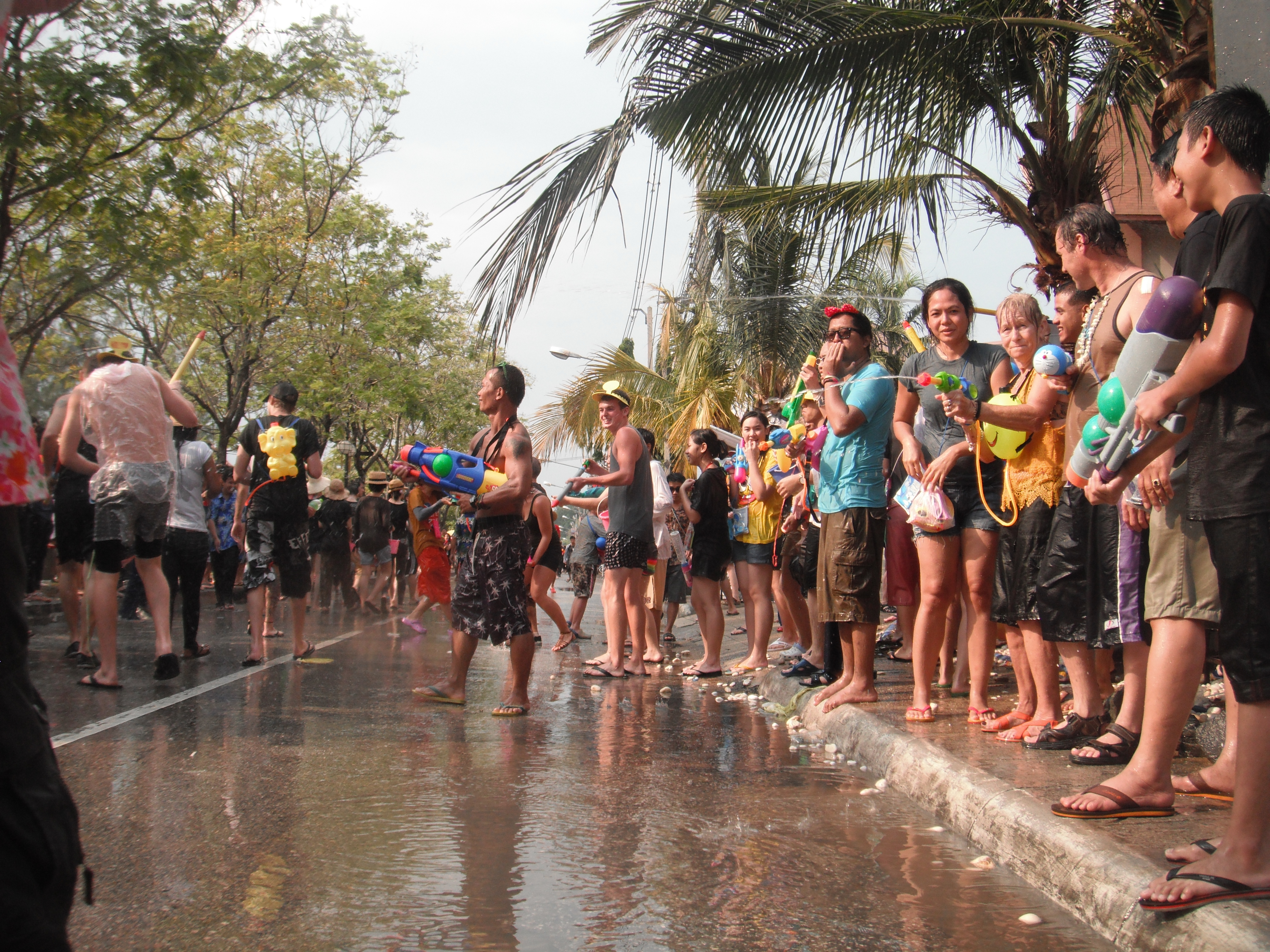
Songkran
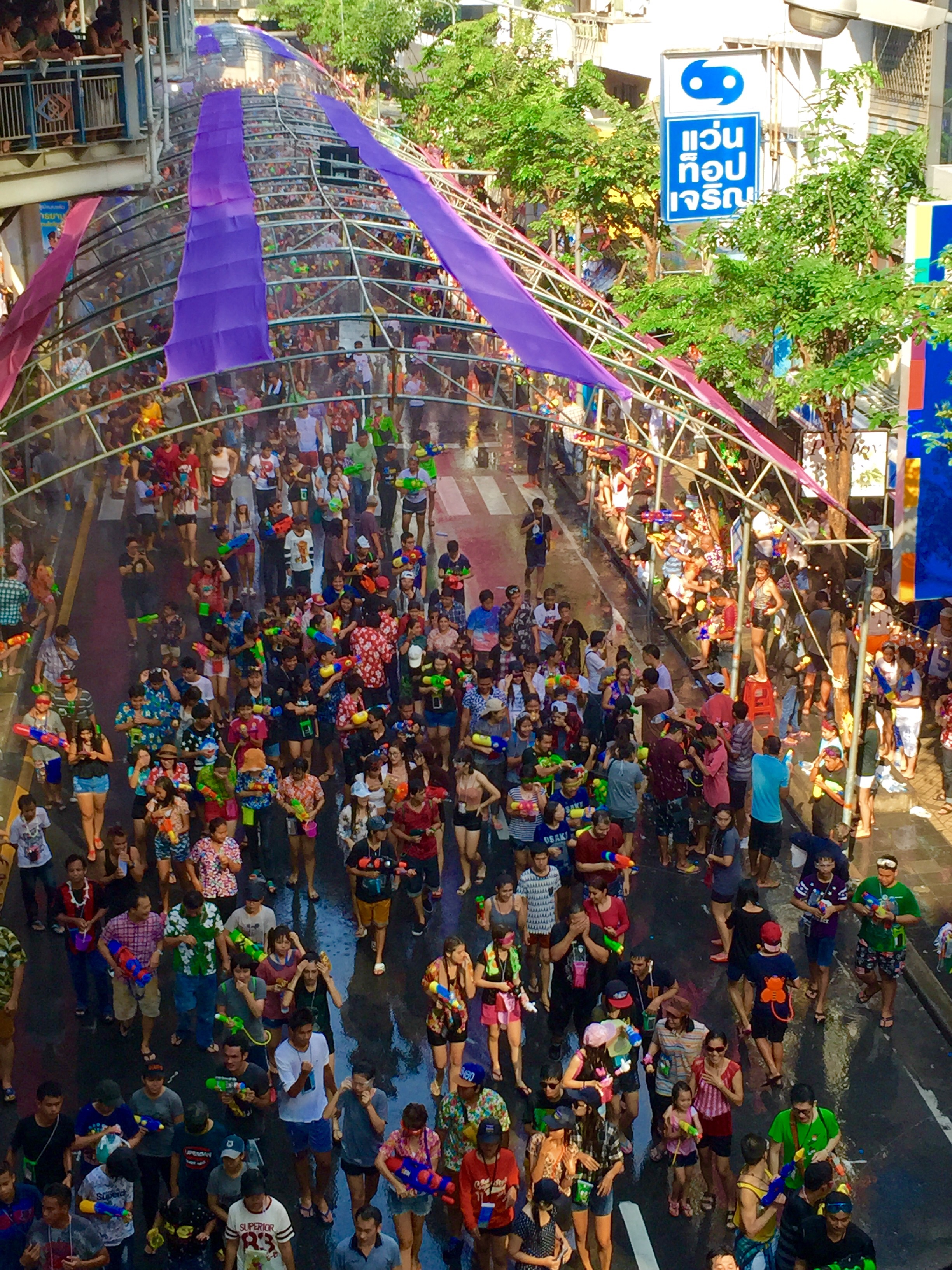
Songkran